# Крымская война
Кры́мская война́ 1853—1856 годо́в (тур. Kırım Savaşı; англ. The Crimean War; фр. la guerre de Crimée), или Восто́чная война́ (англ. The Eastern War; фр. la guerre d’Orient) — глобальный военный конфликт между Российской империей при дружественном нейтралитете со стороны Соединённых Штатов Америки, Персии и империи Цин с одной стороны, и коалицией в составе Британской, Французской, Османской империй и Сардинского королевства, при дружественном нейтралитете со стороны Австрийской империи, Королевства Пруссии и Шведско-норвежской унии, с другой. В самой России до начала XX века использовалось «французское» название «Восточная война», а также «Турецкая война», пока не было принято общеупотребительное (во всём мире) обозначение «Крымская война». Боевые действия разворачивались на Кавказе, в Закавказье, Дунайских княжествах, на Балтийском, Чёрном, Азовском, Белом и Баренцевом морях, а также в низовьях Амура, на Камчатке и Курилах. Наибольшего напряжения они достигли в Крыму, поэтому в России война получила название «Крымской».
К середине XIX века Османская империя находилась в состоянии упадка и только прямая военная помощь России, Англии, Франции и Австрии позволила султану Махмуду II (1808—1839) дважды предотвратить захват Константинополя мятежным вассалом Мухаммедом Али Египетским. Кроме того, продолжалась борьба православных народов за освобождение от османского ига (см. восточный вопрос). Эти факторы привели к появлению у русского императора Николая I в начале 1850-х годов мыслей по отделению балканских владений Османской империи, населённых православными народами, чему противились Англия и Австрия. Англия, кроме того, стремилась к вытеснению России с черноморского побережья Кавказа, из Закавказья и Северной Америки. Император французов Наполеон III, хотя и не разделял планов англичан по ослаблению России, считая их чрезмерными, поддержал войну с Россией как реванш за 1812 год и как средство укрепления личной власти.
В ходе дипломатического конфликта с Францией по вопросу контроля над церковью Рождества Христова в Вифлееме (Палестина) Россия — с целью оказать давление на Турцию — заняла Молдавию и Валахию, находившиеся под протекторатом России по условиям Адрианопольского мирного договора. Отказ русского императора Николая I вывести войска привёл 4 (16) октября 1853 года Турцию, а за ней Великобританию и Францию 15 (27) марта 1854 года к объявлению войны России.
На Кавказе значительная часть российских войск была связана Кавказской войной, а для прикрытия границы с Турцией был сформирован 30-тысячный корпус. В Крыму находилось всего 19 тысяч русских солдат. Хотя в начале войны Россия рассчитывала на благожелательный нейтралитет Австрии, ввиду выявившейся в ходе войны её враждебности по отношению к России в западных областях для прикрытия австрийской границы, а также на северо-западе был оставлен крупный контингент войск — 256 тысяч человек; ещё около 500 тысяч оставалось во внутренних районах России.
В ходе последовавших боевых действий союзники, используя техническое отставание русских войск и нерешительность русского командования, сосредоточили количественно и качественно превосходящие силы армии и флота на Чёрном море, что позволило им произвести успешную высадку в Крыму десантного корпуса, нанести находившимся там частям российской армии ряд поражений и осадить главную базу русского Черноморского флота Севастополь, а после смерти в марте 1855 года Николая I — захватить его южную часть. Предпринятая затем союзниками попытка захвата Николаева, где сосредоточились эвакуированные из Севастополя подразделения Черноморского флота, провалилась, так как англо-французский флот не решился пойти на прорыв русских минно-артиллерийских оборонительных позиций в Днепро-Бугском лимане. Захваченная союзниками в ходе этой экспедиции русская крепость Кинбурн была ими через несколько месяцев оставлена без боя. После этого масштабные военные действия на черноморском театре фактически прекратились. Союзники также не смогли достичь решительных успехов и на других театрах военных действий. На Кавказском фронте русским войскам удалось нанести ряд поражений турецкой армии и захватить мощную крепость Карс.
К концу 1855 года боевые действия на фронтах Крымской войны практически прекратились. После завершения боевых действий стороны начали готовить переговоры о мире. В конце года австрийское правительство передало новому российскому императору Александру II ультиматум из 5 пунктов. 13 (25) февраля в Париже открылся дипломатический конгресс, по итогам которого 18 (30) марта 1856 года был подписан трактат (мирный договор) между Россией, с одной стороны, и противоборствующими ей союзными державами, с другой стороны. По нему, все стороны обязывались «уважать независимость и целость империи Оттоманской», Россия возвращала Турции крепость Карс взамен южной части Севастополя, уступала Молдавскому княжеству устье Дуная и часть Южной Бессарабии, подтверждалась автономия Сербии и Дунайских княжеств, Чёрное море и проливы Босфор и Дарданеллы объявлялись нейтральными: открытыми для торгового мореплавания и закрытыми для военных судов, как прибрежных, так и всех прочих держав.
1 марта 1871 года в Лондоне была подписана конвенция об отмене режима демилитаризации Чёрного моря, предусмотренного статьями Парижского трактата.

## Геополитический и экономический контексты

### Ослабление Османской империи

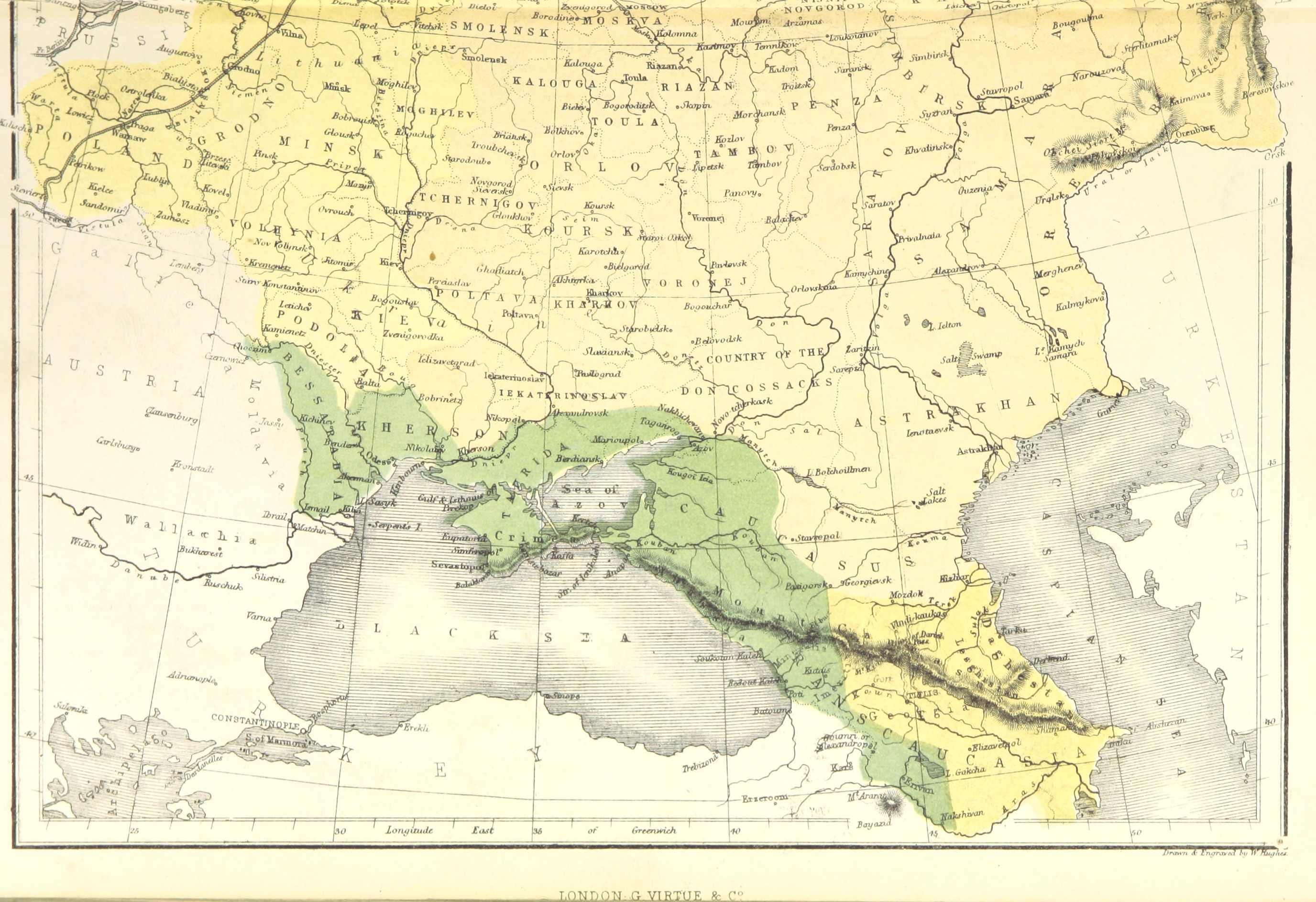
Зелёным отмечены территории отошедшие к России по итогам войн с Турцией в XVIII — первой половине XIX веков

В 1820—1830-х годах Османская империя пережила ряд ударов, поставивших под вопрос само существование государства. Греческое восстание, начавшееся весной 1821 года, показало как внутриполитическую, так и военную слабость Турции, и привело к страшным жестокостям со стороны турецких войск (см. Хиосская резня). Разгон в 1826 году янычарского корпуса явился несомненным благом в долгосрочной перспективе, но в краткосрочной лишил страну армии.
В 1827 году объединённый англо-франко-российский флот в битве при Наварине уничтожил практически весь османский флот. В 1830 году, после 10-летней войны за независимость и русско-турецкой войны 1828—1829 годов, Греция обрела независимость. Согласно Адрианопольскому мирному договору, завершившему войну между Россией и Турцией, российские и иностранные суда получили право свободно проходить через черноморские проливы, Сербия становилась автономной в составе Османской империи, а Дунайские княжества переходили под протекторат России.
Воспользовавшись моментом, в 1830 году Франция оккупировала Алжир, а в 1831 году от Османской империи откололся её самый могущественный вассал, Мухаммед Али Египетский. Османские войска были разбиты в ряде сражений, и неизбежность захвата Константинополя египтянами вынудила султана Махмуда II принять военную помощь России. 10-тысячный корпус русских войск, высаженный на берега Босфора в 1833 году, позволил предотвратить захват Констанинополя, а с ним, вероятно, и распад Османской империи. Заключённый по итогам этой экспедиции Ункяр-Искелесийский договор, благоприятный для России, предусматривал военный союз между двумя странами в случае, если одна из них подвергалась нападению. Секретная дополнительная статья договора разрешала Турции не посылать войска, но требовала закрытия Босфора для кораблей любых стран, кроме России.
В 1839 году ситуация повторяется — Мухаммед Али, недовольный неполнотой своего контроля над Сирией, возобновляет боевые действия. В битве при Незибе 24 июня 1839 года османские войска были снова наголову разбиты. Османскую империю спасло вмешательство Англии, Австрии, Пруссии и России, 15 июля 1840 года подписавших в Лондоне конвенцию, гарантировавшую Мухаммеду Али и его потомкам право наследовать власть в Египте в обмен на вывод египетских войск из Сирии и Ливана и признание формальной подчинённости османскому султану. После отказа Мухаммеда Али подчиниться требованиям конвенции, объединённый англо-австрийский флот блокировал дельту Нила, бомбардировал Бейрут и штурмом взял Акру. 27 ноября 1840 года Мухаммед Али принял условия Лондонской конвенции.
13 июля 1841 года, после истечения срока действия Ункяр-Искелесийского договора, под давлением европейских держав была подписана Лондонская конвенция о проливах, лишившая Россию права блокировать вход военных кораблей третьих стран в Чёрное море в случае войны. Это открыло дорогу флотам Англии и Франции в Чёрное море в случае русско-турецкого конфликта и явилось важной предпосылкой Крымской войны.
Вмешательство европейских держав, таким образом, дважды спасало Османскую империю от распада, однако привело к потере ею независимости во внешней политике. В сохранении Османской империи были заинтересованы Англия и Франция, которым было невыгодно появление России на Средиземном море. Этого же опасалась и Австрия.

### Цели России
Россия стремилась обезопасить южные границы, обеспечить своё влияние на Балканах и установить контроль над черноморскими проливами Босфор и Дарданеллы, что было важно и с военной, и с экономической точек зрения. Николай I, считая себя великим православным монархом, стремился продолжать дело освобождения православных народов, находящихся под властью Османской Турции. Однако, несмотря на наличие планов решительных военных действий, предусматривающих десанты в черноморские проливы и турецкие порты, был принят план, который предусматривал лишь занятие русскими войсками Дунайских княжеств. Согласно этому плану русские войска не должны были переправляться через Дунай и должны были избегать столкновений с турецкой армией. Считалось, что такая «мирно-военная» демонстрация силы принудит турок к принятию российских требований. По мнению историка Дэвида Голдфранка, именно иррациональная, неразумная политика российского императора явилась главной причиной начавшейся войны, так как объективные предпосылки для неё, по словам Голдфранка, были явно недостаточны. Уинфрид Баумгарт полагает, что Николай, начиная военные действия, имел в виду расчленение Османской империи. Тем не менее, движение (ещё до войны) Омера-паши с 50-тысячным войском к австрийским границам, присутствие в его армии польских и венгерских революционеров и покушение Турции овладеть Черногорией вполне оправдывали меры, предпринимаемые Россией. В то же время западные державы — прежде всего Великобритания — удачно воспользовались сложившейся ситуацией, чтобы обвинять Россию в агрессии против Турции и, тем самым, открыть военные действия против России в союзе с Турцией.
В российской историографии подчёркивается желание Николая оказать помощь угнетаемым православным жителям Османской империи. Христианское население Турецкой империи, состоявшее из 5,6 миллионов человек и абсолютно преобладавшее в её европейских владениях, желало освобождения и регулярно бунтовало против турецкого владычества. Восстание черногорцев в 1852—1853 годах, подавляемое с большой жестокостью османскими войсками, стало одной из причин для оказания российского давления на Турцию. Притеснения турецкими властями религиозных и гражданских прав мирного населения Балканского полуострова и имевшие место убийства и насилия вызывали в то время возмущение не только в России, но и во многих других странах Европы.
В то же время, по мнению российского дипломата Константина Леонтьева, находившегося в 1863—1871 годах на дипломатической службе в Турции, основной целью России была не политическая свобода единоверцев, а преобладание в Турции:

Война 53-го года возгорелась не из-за политической свободы единоплеменников наших, а из-за требований преобладания самой России в пределах Турции. Наше покровительство гораздо более, чем их свобода, — вот, что имелось в виду! Сам Государь считал себя вправе подчинить себе султана, как монарха Монарху, — а потом уже, по своему усмотрению (по усмотрению России, как великой Православной Державы), сделать для единоверцев то, что заблагорассудится нам, а не то, что они пожелают для себя сами. Вот разница — весьма, кажется, важная.

Совершенно таким же порядком шло освобождение и других племён Балканского полуострова: племя восставало против Турции; турки направляли на него свои силы; в известный момент Россия кричала Турции: «Стой!»; тогда Турция начинала готовиться к войне с Россией, война проигрывалась, и договором восставшее племя получало внутреннюю независимость, оставаясь под верховной властью Турции. При новом столкновении России с Турцией вассальная зависимость уничтожалась. Так образовалось Сербское княжество по Адрианопольскому договору 1829 г., греческое королевство — по тому же договору и по Лондонскому протоколу 1830 г. ...

### Цели Великобритании и её союзников
Во время Крымской войны британская политика фактически сосредоточилась в руках лорда Пальмерстона. Его точка зрения была изложена лорду Джону Расселу:

Аландские острова и Финляндия возвращаются Швеции; Прибалтийский край отходит к Пруссии; королевство Польское должно быть восстановлено как барьер между Россией и Германией [не Пруссией, а Германией]; Молдова и Валахия и всё устье Дуная отходит Австрии, а Ломбардия и Венеция от Австрии к Сардинскому королевству; Крым, Черкессия и Грузия отторгаются от России; Крым и Грузия отходят к Турции, а Черкессия становится или независимой или связанной с Турцией отношениями сюзеренитета.

В то же время британский статс-секретарь по иностранным делам лорд Кларендон, не возражая против этой программы, в своей большой парламентской речи 31 марта 1854 года подчёркивал умеренность и бескорыстие Англии, которая, по его словам,

вовсе не боится за Индию, не нуждается ни в чём для своей торговли, а лишь благородно и высоко принципиально ведёт «битву цивилизации против варварства».

Наполеон III, с самого начала не сочувствовавший пальмерстоновской фантастической идее раздела России, по понятной причине воздерживался от возражений; программа Пальмерстона была составлена так, чтобы приобрести новых союзников: привлекались таким путём Швеция, Пруссия, Австрия, Сардиния, поощрялась к восстанию Польша, поддерживалась война Шамиля на Кавказе.
Но угодить всем потенциальным союзникам одновременно было практически невозможно. Кроме того, Пальмерстон явно переоценил подготовку Англии к войне и недооценил русских (Севастополь, который планировалось взять за неделю, успешно оборонялся почти год).
Единственная часть плана, которой мог симпатизировать французский император (и которая была довольно популярна во Франции), это идея свободной Польши. Но именно от этой идеи союзникам пришлось отказаться в первую очередь, чтобы не оттолкнуть Австрию и Пруссию (а именно их Наполеону III было важно привлечь на свою сторону, чтобы покончить со Священным союзом).
Но Наполеону III отнюдь не хотелось ни слишком усиливать Англию, ни сверх меры ослаблять Россию. Поэтому, после того, как союзникам удалось захватить южную часть Севастополя, Наполеон III начал подкапываться под программу Пальмерстона и быстро свёл её к нулю.
В самой Англии значительная часть общества не понимала смысла Крымской войны, и после первых серьёзных военных потерь в стране и в парламенте возникла сильная антивоенная оппозиция. Позднее английский историк Д. Тревельян писал, что Крымская война «являлась просто глупой экспедицией в Чёрное море, предпринятой без достаточных оснований, потому что английскому народу наскучил мир… Буржуазная демократия, возбуждённая своими излюбленными газетами, подстрекалась к крестовому походу ради турецкого господства над балканскими христианами…». Такое же непонимание целей войны со стороны Великобритании высказывает современный английский историк Д. Ливен, который утверждает что «Крымская война, в первую очередь, была французской войной».
По-видимому, одной из целей Великобритании было стремление заставить Россию отказаться от проводимой Николаем I протекционистской политики и ввести благоприятный для импорта английских товаров режим. Об этом свидетельствует тот факт, что уже в 1857 году, менее чем через год после окончания Крымской войны, в России был введён либеральный таможенный тариф, снизивший до минимума российские таможенные пошлины, что, вероятно, являлось одним из условий, навязанных России Великобританией в ходе мирных переговоров. Как указывает И. Валлерстайн, в течение XIX в. Великобритания неоднократно прибегала к военному и политическому давлению на разные страны для заключения договора о свободной торговле. Примерами могут служить поддержка Великобританией греческого восстания и других сепаратистских движений внутри Османской империи, завершившаяся подписанием договора о свободной торговле в 1838 году, опиумная война Великобритании с Китаем, завершившаяся подписанием с ним в 1842 году такого же договора и т. д. Такой же характер носила антироссийская кампания в Великобритании накануне Крымской войны. Как писал историк М. Покровский о периоде, предшествовавшем её началу: «Под именем „русского варварства“, о защите против которого английские публицисты взывали к общественному мнению и своей страны, и всей Европы, речь шла, в сущности, о борьбе с русским промышленным протекционизмом».

### Рост антироссийских настроений в Европе
Существенной предпосылкой (либо маркером подготовки) конфликта было то, что в Европе (кроме Греческого королевства — «единственной европейской страны на стороне России»:469) с 1840-х годов наблюдалось усиление антироссийских настроений (см. раздел «Гуманитарные аспекты войны (пропаганда, культура и искусство)» ниже).
В западной прессе подчёркивалось желание России овладеть Константинополем. По словам самого Николая, он не ставил целей присоединения к России каких-либо балканских территорий. Консервативно-охранительные принципы внешней политики Николая диктовали ему сдержанность в поощрении революционных движений балканских народов, что вызывало недовольство российских славянофилов.

#### Великобритания
Великобритания в 1838 году заключила с Турцией договор о свободной торговле, который предоставил Великобритании режим наибольшего благоприятствования и освободил ввоз английских товаров от таможенных сборов и пошлин. Как указывает историк И. Валлерстайн, это привело к краху турецкой промышленности и к тому, что Турция оказалась в экономической и политической зависимости от Великобритании. Поэтому в отличие от предыдущей русско-турецкой войны (1828—1829), когда Великобритания, как и Россия, поддерживала освободительную войну греков и получение Грецией независимости, теперь она не была заинтересована в отделении каких-либо территорий от Османской империи, фактически являвшейся зависимым от неё государством и важным рынком сбыта английских товаров.

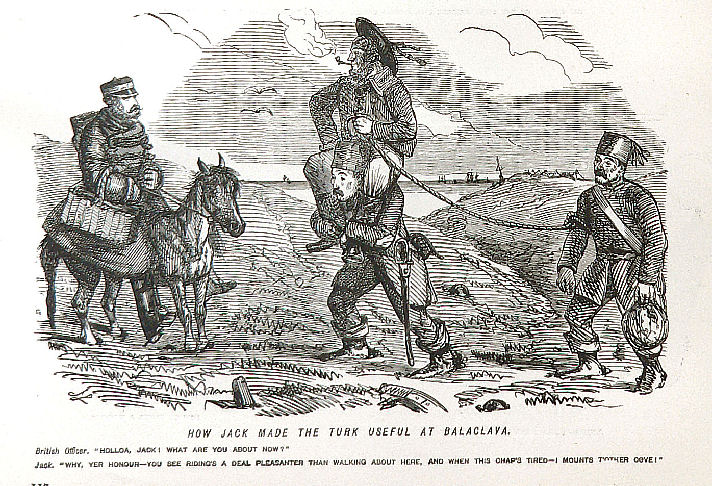
«Какое применение Джек нашёл туркам под Балаклавой» (карикатура из журнала 1856 года).
Британский офицер: — Привет, Джек! Чем ты занимаешься?
Джек: — Видите ли, Ваша честь, ездить верхом намного приятнее, чем ходить пешком, а когда этот парень устанет, я оседлаю другого голубка!

Зависимое положение, в котором оказалась Османская империя по отношению к Великобритании в тот период, иллюстрирует карикатура в лондонском журнале «Панч» (1856). На рисунке изображён английский солдат, оседлавший одного турка и держащий на привязи другого.
Кроме того, Великобритания была обеспокоена экспансией России на Кавказе, усилением её влияния на Балканах и опасалась её возможного продвижения в Среднюю Азию. В целом она рассматривала Россию как своего геополитического противника, против которого с её стороны велась так называемая Большая Игра (в соответствии с терминологией, принятой тогдашними дипломатами и современными историками), и велась всеми имеющимися средствами — политическими, экономическими и военными.
Ввиду указанных причин Великобритания стремилась предотвратить любое усиление российского влияния в османских делах. Накануне войны она усиливала дипломатическое давление на Россию, с тем, чтобы отвадить её от любых попыток территориального раздела Османской империи. В то же время Британия заявляла о своих интересах в Египте, которые «не идут далее обеспечения скорых и верных сообщений с Индией».
Британская пресса стала превозносить новых союзников: французского императора Наполеона III, которого ранее она же представляла, как имеющего окружение «из паразитов, сводников и проституток», и турецкое правительство, якобы ставшее на путь «цивилизационных преобразований». Публике были привиты настолько антироссийские мнения, что, по словам Р. Кобдена, сторонника мирного урегулирования конфликта, выступать перед ней на митинге было всё равно что перед «сворой бешеных псов».
Также по Чёрному морю проходил ближайший и самый дешёвый торговый путь в Персию. В Трапезунде происходила выгрузка английских товаров для отправки в Иран.
Генеральный консул в Тебризе Н. П. Безак в письме Азиатскому департаменту Министерства иностранных дел Российской империи от 15 (27) апреля 1831 г. писал: «Вообще англичане обратили ныне, кажется, большое внимание на торговлю свою в Персии». Он отметил, что торговая экспансия англичан в Иран началась по двум направлениям: через Тебриз из Трапезунда и через юго-восточные провинции силами Ост-Индской компании. Таким образом, англичане стремились захватить северные и южные рынки Ирана, вытеснив российских конкурентов.
Опасение, что путь через Трапезунд будет закрыт, не могло не вызывать огромную тревогу в Англии.

#### Франция
Революция 1848 года во Франции привела к государственному перевороту, вследствие которого Луи Наполеон Бонапарт, племянник Наполеона I, превратился в 1852 году из президента в императора французов. Положение новоиспечённого Наполеона III поначалу было шатким не только внутри страны, но и на международной арене. Решения Венского конгресса 1814—1815 гг. исключали возможность восхождения на французский престол представителя династии Бонапартов. Это была одна из причин, по которой Россия отрицала законность бывшего президента как монарха Франции. Исходя из этих причин, Франция нуждалась в победоносной войне, которая смогла бы повысить авторитет императора не только внутри страны, но и за её пределами.
В то же время, благодаря промышленному перевороту к середине XIX века в странах Западной Европы уже накопилось переломное количество технологических новшеств, позволяющих при должном сосредоточении усилий получить преимущество (прежде всего, военное) перед менее динамично развивающимися державами остального мира.
Во Франции значительная часть общества поддерживала идею реванша за поражение в наполеоновских войнах и была готова принять участие в войне против России, при условии, что Англия выступит на их стороне.
Война против России как империи материкового масштаба позволит опробовать новейшие на ту пору технологические возможности, прежде всего военно-логистические, в глобальном масштабе. После Крымской войны французская Вторая империя явно войдёт во вкус морского могущества, последовательно принимая участие в целом ряде войн, которые, за исключением войны с Австрией в 1859 году ради «воссоединения» с Ниццей и Савойей, также будут носить экспедиционный характер: совместная с Англией Вторая опиумная война против Китая в 1857—1860 гг., попутное «вскрытие» Японии в 1858 году, затем экспедиции в Сирию в 1860—1861 гг., в Мексику в 1861—1867 гг.

#### Сардиния
Никаких территориальных или политических претензий к Российской империи у Сардинии не было. Однако возглавляемое Савойской династией королевство, принявшее по итогу наполеоновских войн в свой состав Генуэзскую республику, было центром продвижения идеологии объединения итальянских государств в единую Италию (см. Рисорджименто). Объединение шло трудно и долго, фактически без существенной внешней поддержки и против серьёзного противника — Австрии. Желая расширить список союзников в борьбе с российским влиянием на Балканах, а также укрепить свои позиции в Италии, французский император Наполеон III предложил сардинскому королю Виктору Эммануилу II стать союзником коалиции и принять участие в войне против России, взамен чего обещал содействовать объединению Италии под савойской короной. Кроме него, значительное влияние на Виктора Эммануила оказал и премьер-министр граф Кавур, желавший поднятия международного значения Сардинии и искавший союзников против Австрии в лице Великобритании и особенно Франции. Кроме того, Британия посулила взять на себя материальную поддержку участия Сардинии в намеченной войне.
В 1859 году при поддержке Франции в состав Сардинского королевства войдут Ломбардия и Центральная Италия, отвоёванные у Австрийской империи, что в историографии последней будет отражено как «Сардинская война».

#### Австрия и Пруссия
Со времён Венского конгресса Россия и Австрия состояли в Священном союзе, основной целью которого было предотвращение революционных ситуаций в Европе.
Летом 1849 года, по просьбе императора Австрии Франца-Иосифа I, русская армия под командованием Ивана Паскевича приняла участие в подавлении Венгерской национальной революции.
После оказания Россией военной помощи, которая по сути спасла Австрийскую империю от крушения, Николай I рассчитывал на поддержку Австрии в Восточном вопросе: 

Что касается Австрии, то я в ней уверен, так как наши договоры определяют наши отношения.
В 1850 году Николай I выступил посредником в австро-прусских переговорах, которые вошли в историю как «ольмюцкий позор Пруссии». Приостановив объединение германских земель под главенством Пруссии, Николай I оттолкнул от себя Берлин.
Как покажут дальнейшие события, полученная империей Габсбургов поддержка не сделала её надёжным союзником Российской империи. Российско-австрийское сотрудничество не могло устранить противоречия, которые были между двумя странами. Австрию, как прежде, страшила перспектива появления на Балканах независимых государств, вероятно дружественных России, само существование которых вызвало бы рост национально-освободительных движений в многонациональной Австрийской империи.
После того как 20 апреля 1854 года Австрия подпишет союзническую конвенцию с Пруссией, а в июле того же года они совместно потребуют от российской стороны вывести войска с территории Молдовы и Валахии. Непреклонность своих позиций союзники подтвердят сосредоточением «125 тысяч австрийских войск в Галиции и 180 тысяч прусских войск у границ Польши».

#### Швеция и Норвегия
В 1812 году между Россией и Швецией был заключён секретный союзный договор. По условиям этого договора Россия соглашалась на присоединение Норвегии к Швеции, а Швеция, в свою очередь, признавала условия Фридрихсгамского мира, по которому к России отходило Великое Княжество Финляндское.
В 1826 году Российская империя и Норвегия, входившая в унию со Швецией, руководствуясь «духом договора 1812 года» заключили договор о границе, согласно которому Варангер-фьорд (Варяжский залив) с прибрежьем, предмет многовекового спора между Русским государством и Норвегией, почти полностью отошли к Норвегии (за Россией осталась лишь Печенга с окрестностями).
В 1855 году, ввиду явного поражения России в Крымской войне и смены её монарха, шведско-норвежский король Оскар I всё же заключит союз с Великобританией и Францией («ноябрьский договор»).

### Соединённые Штаты Америки
Обусловленное Тильзитским миром 1807 года кратковременное участие России в континентальной блокаде Англии до 1812 года успело подтолкнуть Россию к поиску новых торговых партнёров. США в то время также искали нового экономического партнёра для сбыта своей продукции и мощного политического союзника.
Благодаря установленному личному контакту между главами обеих стран (Александром I и Томасом Джефферсоном) началось оживлённое налаживание дипломатических отношений. После установления устойчивых отношений между странами начался рост торговли.
В годы Крымской войны американское правительство старалось осуществить помощь и поддержку царской России. Сразу же в первые месяцы конфликта царская Россия направила запрос с целью выяснения позиции США в данном конфликте. Министр иностранных дел России К. В. Нессельроде направил письмо представителю империи в Вашингтоне А. А. Бодиско. Бодиско получил ответ от правительства Америки, в котором говорилось, что США займет позицию нейтралитета с расчетом, что товарооборот между странами не уменьшится.
В дальнейшем в ходе тяжёлой для России войны США будут осуществлять снабжение русских владений на Тихом океане необходимыми товарами из Калифорнии. Также в мае 1855 года торговые корабли американских компаний доставят русским жителям на Дальний Восток и в Русскую Америку необходимое оборудование, продовольствие, порох и иные товары, необходимые для жизни населения.

### Средний ВостокиЦентральная Азия
К началу 1830-х годов Российская империя контролировала Южный Кавказ и Каспийское море, что обеспечивало внушительные возможности по координации огромных территорий: горного Кавказа (на западе) и Средней Азии (на востоке). В свою очередь, подобное положение угрожало основным коммуникациям, которые соединяли Англию с её индийскими колониями.
Вследствие поражения в англо-афганской войне 1838—1842 гг. Ост-Индская компания находилась в затруднительном положении в Центральной Азии. Согласно стратегии Англии, на Востоке важную роль играло сотрудничество с мусульманскими племенами у границ Российской империи. Начиная с 1840-х годов притязания Великобритании распространились на Бухару, Коканд и Хиву. Великобритания возлагала определённые надежды на то, что в намечающейся большой войне на стороне Османской империи будут сражаться не только горцы на Кавказе, уже вовлечённые в вялотекущую Кавказскую войну, но и народы Центральной Азии. Посланники османов всячески склоняли Бухару, Хиву и Коканд на противостояние с Санкт-Петербургом. Все эти действия поддерживались и оплачивались английским правительством.

#### Бухарское ханство
Лондон придавал особое значение Бухаре — центру суннитского мусульманского мира в регионе, халифом которого был объявлен турецкий султан. В столичных мечетях ханства читались его указания о вооружённой борьбе с Российской империей. Современный российский исследователь В. В. Дегоев приводит следующую оценку успешности этих действий: «…но эмир бухарский, несмотря на явное расположение к Турции, несмотря на внушения его духовенства, оставался доселе непреклонным в своем намерении сохранить мирные связи с Россией, без коей могла бы нарушиться торговля Бухары, поддерживаемая большими оборотами бухарского купечества с нашими подданными».

#### Хивинское ханство
Усилившееся соперничество между Россией и Великобританией в центральноазиатском регионе подстегнуло такие российские экспансионистские действия как Хивинский поход 1839—1840 гг. и лишение султанов власти в Среднем жузе. У России с Хивой происходили постоянные конфликты из-за соперничества за влияние в казахских степях и на почве контроля торговых путей в регионе.

#### Кокандское ханство
Российская экспансия в казахские степи насторожила Кокандское ханство. На территории казахских кочевников развернулась антироссийская пропаганда, в том числе нацеленная на усиление бухаро-кокандского блока, намеревавшегося, «соединив свои головы, идти войной до Кызыл-Яра, на русских». В своём противостоянии с Россией Коканд опирался на поддержку Турции.
28 июля 1853 года войска Российской империи завоевали Ак-Мечеть. В декабре 1853 года 12 тысяч кокандцев с 17 пушками попытались отбить крепость, но русский гарнизон в составе 450 человек, имевший на вооружении четыре орудия и один ракетный станок, отбился и отбросил их в степь. Для усиления контроля над недавно завоеванными территориями на границей со степью в 1854 году российские власти приняли решение приступить к объединению оренбургской и сибирской линий. Крымская война помешала выполнению этого плана, но тем не менее войска успели возвести укрепление Верное (совр. Алматы, Казахстан). Одновременно со взятием Ак-Мечети Россия пыталась укрепить позиции в Заилийском крае (Большом жузе). В связи с этим за рекой Или разместился военный гарнизон для контроля степей Большой Орды. Данная мера не позволяла кокандцам прорваться на территорию казахских кочевников. Несмотря на это, кокандцы на протяжении всего периода Крымской войны не оставляли попыток восстановить влияние в регионе.

#### Персия
После заключения Туркманчайского договора в 1828 году и утраты Англией гегемонии на Каспии Персия оказалась под влиянием России.
Попытка английских дипломатов сорвать российско-иранские переговоры 1853 года не увенчалась успехом. Вопреки всем английским мерам, они завершились подписанием 29 сентября 1854 года конвенции, по условиям которой Иран обязывался не оказывать материальную помощь противникам России, запрещал проход их войск через свою территорию. Российская империя, в свою очередь, отказывалась от взимания с Ирана оставшейся по Туркманчайскому договору доли контрибуции.
Освободившиеся после Крымской войны английские войска всё же пройдут по территории Персии в 1857 году, после скоротечной англо-персидской войны 1856—1857 гг., но уже для решения другой задачи — подавления восстания сипаев в Индии, которое, тем не менее, положит конец правлению Ост-Индской компании, вынудив Англию взять Индию под прямое управление.

### Дальний Восток

#### Цинская империя
На Дальнем Востоке в ходе военной Амурской экспедиции 1849—1855 годов явочным порядком осуществлялось присоединение Приамурья и Приморья, что грозило обострением отношений с Китаем и требовало строительства военных постов. Между тем, рассматриваемый период был для Китая межвоенным, после первой опиумной войны и на пороге второй, с теми же англо-французскими противниками. Ответ Цинского Китая на российское продвижение к Сахалину по Амуру был настолько мягким, что это воспринималось в России как молчание, чуть ли не косвенное согласие на уступку этих земель, с тем чтобы не допустить на них более опасных хищников:
В начале 1851 года правительство наше, озабочиваясь охранением устья Амура и острова Сахалина от занятия иностранцами, обращалось по этому предмету к Китайскому правительству… Очевидно и положительно, что Китайское правительство молчанием своим признало за нами право владения и обязанность защиты устьев Амура и острова Сахалина; в систему защиты входит восточный берег Маньчжурии, где залив Декастри и Императорская Гавань заняты и укреплялись нами с того же времени.

#### Японская империя
Соперничая с Японской империей в освоении Сахалина и Курил, Российская империя в преддверии Крымской войны не имела чёткой границы с этой закрытой страной, что порождало конфликтные ситуации. Урегулированием пограничных вопросов занималась дипломатическая миссия графа Путятина — уже в разгар войны, в условиях невыгодной для России международной обстановки.
В то время как передовые морские державы открывали для себя Японию, понуждая её к отказу от политики изоляции и всяческим торговым преференциям, в заключённом с Россией Симодском договоре Япония сама добилась от России выгодных для себя условий (в частности, настояла на подтверждении сложившейся границы по проливу Фриза в Курильской гряде и сохранила чересполосное владение крупнейшим островом — Сахалином — как основу последующего территориального торга).
Как видно из курьёзного дипломатического казуса с названием Симодского трактата, в японоязычной версии которого на протяжении 22 лет после подписания в названии России писался иероглиф (魯) «глупый», японцы приписали свой успех с Симодским трактатом отнюдь не хорошему отношению со стороны русских, а, скорее, собственному умению играть на противоречиях между державами, добивавшимися от Японии «допущения торговли».
Также показательно, что с началом Крымской войны Япония тут же предоставит свои порты для подскока эскадр союзников к Камчатке, российским Курилам и военным постам в Приамурье.

## Повод к войне

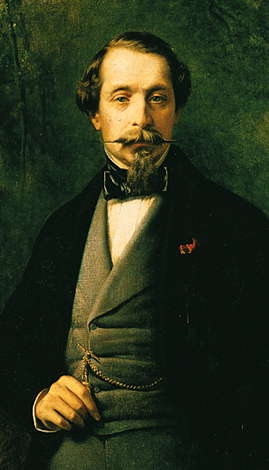
Наполеон III, император Франции (1852—1870)

Прелюдией к войне стал конфликт Николая I с Наполеоном III, пришедшим к власти во Франции после переворота 2 декабря 1851 года. Николай I считал нового французского императора нелегитимным, поскольку династия Бонапартов была исключена из французского престолонаследия Венским конгрессом. Чтобы продемонстрировать свою позицию, Николай I в поздравительной телеграмме обратился к Наполеону III «Monsieur mon ami» («дорогой друг»), вместо обычного в таких случаях «Monsieur mon frère» («дорогой брат»). Подобная вольность была расценена как публичное оскорбление нового французского императора.
Сознавая непрочность своей власти, Наполеон III хотел отвлечь внимание французов популярной в то время идеей войны против России и вместе с тем удовлетворить чувство личного раздражения против императора Николая I. Пришедший к власти при поддержке католической церкви, Наполеон III стремился отплатить союзнику, защищая интересы папства на международной арене, в частности в вопросе контроля над церковью Рождества Христова в Вифлееме, что привело к конфликту с Православной церковью и, в конечном счёте, с Россией, стремившейся утвердить свою роль покровителя христианских народов в Османской империи. При этом французы ссылались на договор с Османской империей от 1740 года, дающий Франции право контроля над христианскими святыми местами в Палестине, а Россия — на указ султана от 1757 года, восстановивший права Православной церкви в Палестине, и Кючук-Кайнарджийский мирный договор от 1774 года, давший России право защищать интересы христиан в Османской империи.
Франция потребовала, чтобы ключи от церкви, принадлежавшие в то время православной общине, были отданы католическому духовенству. Россия, однако, стояла на том, чтобы ключи оставались у православной общины. Обе стороны подкрепляли свои слова угрозами. Османы, не имея возможности отказать, пообещали выполнить и французские, и русские требования. Когда эта типичная для османской дипломатии уловка была раскрыта, в конце лета 1852 года Франция, в нарушение Лондонской конвенции о статусе проливов от 13 июля 1841 года, привела под стены Стамбула 80-пушечный линейный корабль «Charlemagne». В начале декабря 1852 года ключи от церкви Рождества Христова были переданы Франции. В ответ российский канцлер Нессельроде от лица Николая I заявил, что Россия «не потерпит полученного от Османской империи оскорбления… vis pacem, para bellum!» Началась концентрация российской армии на границе с Молдовой и Валахией.
В частной переписке Нессельроде давал пессимистичные прогнозы — в частности, в письме российскому посланнику в Лондоне Бруннову от 2 января 1853 года он предсказал, что в этом конфликте Россия будет воевать против всего мира одна и без союзников, поскольку Пруссии этот вопрос безразличен, Австрия же будет нейтральна или благожелательна к Порте. Более того, Британия присоединится к Франции, чтобы утвердить своё морское могущество, потому как «на удалённом театре боевых действий, не считая солдат нужных для десанта, потребуются в основном силы флота для открытия Проливов, после чего объединённые флоты Британии, Франции и Турции быстро покончат с российским флотом на Чёрном море».

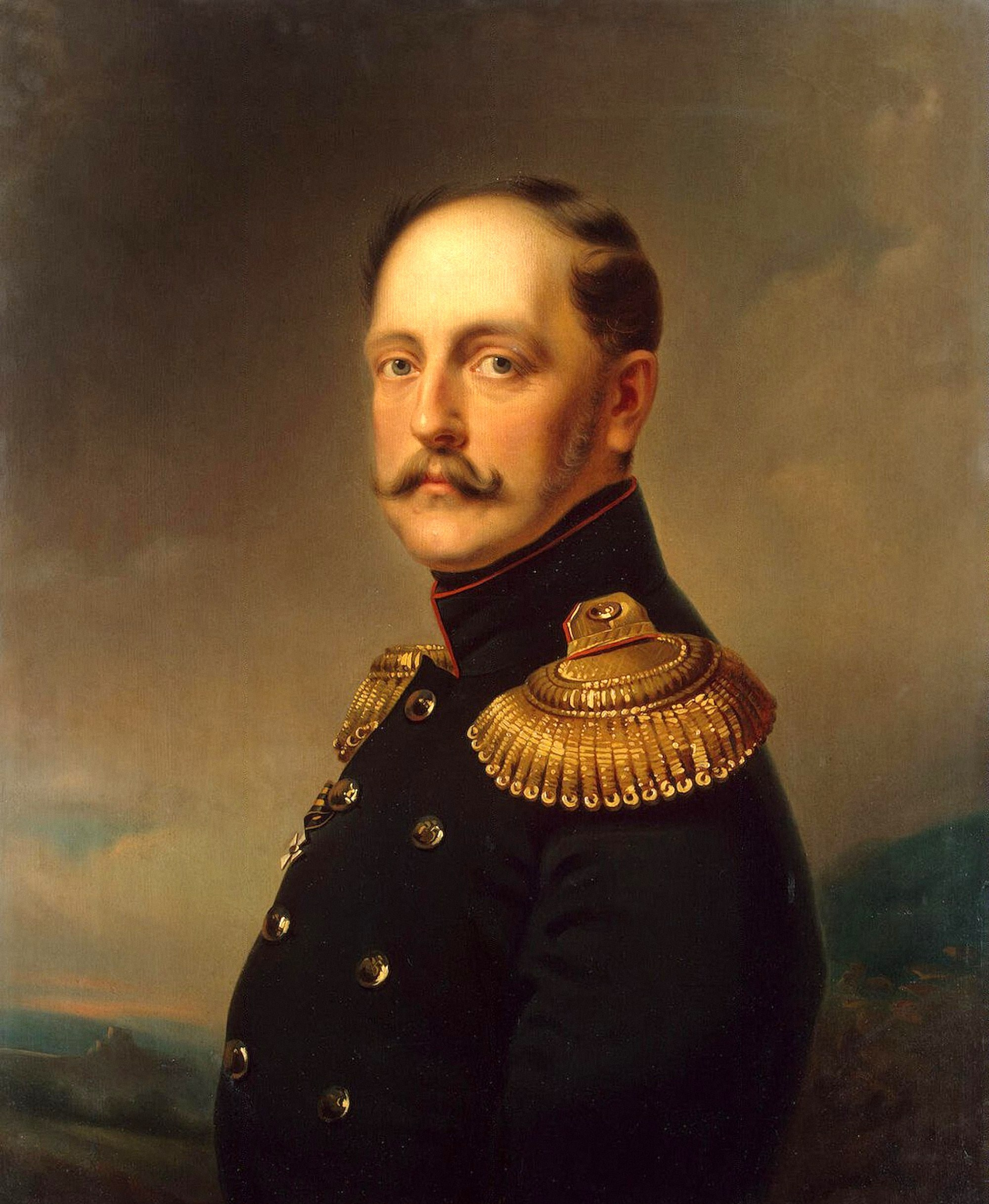
Николай I, император всероссийский (1825—1855)

Николай I рассчитывал на поддержку Пруссии и Австрии и считал невозможным союз между Британией и Францией. Однако английский премьер Абердин, опасаясь усиления России, пошёл на соглашение с французским императором Наполеоном III о совместных действиях против России.
11 (23) февраля 1853 года в Турцию послом был отправлен князь А. С. Меншиков с требованием о признании прав Элладской церкви на святые места в Палестине и о предоставлении России протекции над 12 миллионами христиан в Османской империи, составлявшими около трети всего османского населения. Всё это должно было быть оформлено в виде договора. 16 (28) февраля 1853 князь Меншиков на военном пароходе «Громоносец», с большой свитой, в числе которой были генерал-адъютант вице-адмирал Корнилов, генерал-майор Непокойчицкий и прочие, прибыл в Константинополь. 24 февраля (8 марта) 1853 князь Меншиков был принят султаном в дворце Чыраган. В официальной аудиенции русский посол, предъявив свою верительную грамоту, сказал:

 Император, повелев мне предстать пред Ваше Величество, поручил, прежде всего, выразить его дружеские чувства к Вашей Особе, а равно им участие в благополучии Вашего царствования и в прочности Оттоманской Империи.
Затем, повелено мне заняться упрочением согласия и дружеского соседства обоих государств. Ваше Величество можете быть уверены, что с моей стороны будет сделано все возможное к достижению этой цели, и что я считаю за счастье поручение мне данное — передать Вашему Величеству такие чувства моего Государя— «Восточная война». Соч. М. И. Богдановича
В марте 1853 года, узнав о требованиях Меншикова, Наполеон III послал французскую эскадру в Эгейское море.
5 апреля 1853 года в Константинополь прибыл Стратфорд-Редклиф, новый посол Британии. Он убедил османского султана удовлетворить российские требования, но только частично, обещая в случае войны поддержку Англии. В результате Абдул-Меджид I издал фирман (указ) о нерушимости прав греческой церкви на святые места. Но он отказался заключить с российским императором договор о протекции. 21 мая 1853 года Меншиков отбыл из Константинополя.
1 июня российским правительством был издан меморандум о разрыве дипломатических отношений с Турцией.
После этого Николай I приказал русским войскам (80 тыс.) занять подчинённые султану дунайские княжества Молдову и Валахию «в залог, доколе Турция не удовлетворит справедливым требованиям России». В свою очередь английское правительство приказало средиземноморской эскадре идти в Эгейское море.
21 июня (3 июля) русские войска вступили в дунайские княжества.
Это вызвало протест Порты, который, в свою очередь, привёл к тому, что в Вене была созвана конференция уполномоченных Англии, Франции, Австрии и Пруссии. Результатом конференции стала Венская нота, компромиссная для всех сторон, потребовавшая от России эвакуации из Молдовы и Валахии, но дававшая России номинальное право защиты православных в Османской империи и номинальный контроль над святыми местами в Палестине.
Венская нота позволяла России выйти из ситуации без потери лица и была принята Николаем I, но отвергнута османским султаном (под влиянием посла Великобритании лорда Стратфорда-Редклифа), надеявшимся на обещанную Стратфордом-Редклифом военную поддержку Британии. Порта предложила различные изменения в упомянутой ноте. На изменения эти согласия со стороны русского государя не последовало. Изменения представляли собой лишь перефразировку нескольких предложений в двух пунктах, но их смысл оставался неизменным. В данном случае Стратфорд-Редклиф искусно сыграл на чувстве мелочности императора Николая I, считавшего себя самым могущественным государем в Европе. Николай готов был безусловно принять ноту, составленную главами четырёх европейских держав, но не мог при этом позволить, чтобы турки вносили в неё поправки на своё усмотрение уже после принятия этой ноты Николаем I, то есть тем самым диктуя свою волю российскому Императору. Желание не уронить престиж Российского Императора не позволяло Николаю «идти на поводу у турок». По этой причине нота была царём отклонена.
Пытаясь использовать благоприятную возможность «проучить» Россию руками западных союзников, османский султан Абдул-Меджид I 27 сентября (9 октября) потребовал очищения дунайских княжеств в двухнедельный срок, а после того, как Россия не выполнила это условие, — 4 (16) октября 1853 года объявил России войну. 20 октября (1 ноября) аналогичным заявлением ответила Россия.
В историографии инцидент со святыми местами часто считается лишь предлогом к началу военных действий, однако существует и точка зрения, согласно которой именно религиозный вопрос и позиция церкви побудили российского императора пойти на эскалацию конфликта.

## Состояние вооружённых сил России

### Управление, оснащение, снабжение
Как показали дальнейшие события, Россия не была организационно и технически готова к войне. Боевая численность армии (в которую входил и не способный к бою корпус внутренней стражи) была далека от миллиона человек и 200 тысяч лошадей, значившихся по спискам; система резервов была неудовлетворительна. Средняя смертность среди рекрутов в мирные годы между 1826 и 1858 годами составляла 3,5 % в год, что объяснялось отвратительным санитарным состоянием армии, а также условиями жизни в военных поселениях, в ту пору ещё не полностью упразднённых. Кроме того, только в 1849 году нормы выдачи мяса были увеличены до 84 фунтов мяса в год на каждого строевого солдата (100 граммов в день) и 42 фунта на нестроевого. Ранее даже в гвардии выдавалось всего 37 фунтов. Рекруты в императорской армии почти не занимались стрелковой подготовкой.
Угрожающие масштабы приобрело техническое отставание российской армии и флота, связанное с коренным техническим перевооружением в середине XIX века армий Великобритании и Франции, осуществивших промышленную революцию.

### Отвлечение сил на второстепенные угрозы и вызовы
Россия вынуждена была, ввиду угрозы вмешательства в войну Австрии, Пруссии и Швеции, держать значительную часть армии на западной границе, и в связи с Кавказской войной отвлекать часть сухопутных войск для борьбы с горцами.
Помимо этого, Россия вела наступательные действия в Средней Азии в ходе русско-кокандской войны (взятие Ак-Мечети в 1853 году, возведение укрепления в Заилийском крае в 1854 году).

### Армия
| Регулярные войска                                                       | Генералов и офицеров | Нижних чинов |
| ----------------------------------------------------------------------- | -------------------- | ------------ |
| Действующие                                                             |                      |              |
| Пехота (полки, стрелковые и линейные батальоны)                         | 15 382               | 571 845      |
| Кавалерия                                                               | 4983                 | 86 282       |
| Артиллерия пешая                                                        | 1784                 | 40 896       |
| Артиллерия конная                                                       | 339                  | 8057         |
| Артиллерия гарнизонная                                                  | 793                  | 40 681       |
| Инженерные войска (сапёры и коннопионеры)                               | 364                  | 15 944       |
| Разные команды (инвалидная и военно-рабочие роты, гарнизонные инженеры) | 988                  | 35 302       |
| Корпус внутренней стражи                                                | 2430                 | 144 934      |
| Всего                                                                   | 27 009               | 953 948      |
| Резервные и запасные                                                    |                      |              |
| Пехота                                                                  | н/д                  | 121 125      |
| Кавалерия                                                               | н/д                  | 24 210       |
| Артиллерия и сапёры                                                     | н/д                  | 13 540       |
| Всего                                                                   | 736                  | 158 875      |
| В бессрочном отпуску, не входящие в штат войск                          | —                    | 10 760       |
| Всего регулярных войск                                                  | 27 745               | 1 123 583    |
| Во всех иррегулярных войсках                                            | 3647                 | 242 203      |
| Всего войск                                                             | 31 392               | 1 365 786    |

| Наименование                | Положено содержать | Состояло к 1853 г. | Недоставало |
| --------------------------- | ------------------ | ------------------ | ----------- |
| Для полевых войск           |                    |                    |             |
| Ружей пехотных              | 1 014 959          | 532 835            | 482 124     |
| Ружей драгунских и казачьих | 71 038             | 20 849             | 50 189      |
| Карабинов                   | 69 199             | 21 167             | 48 032      |
| Штуцеров                    | 37 318             | 6198               | 31 120      |
| Пистолетов                  | 43 248             | 7704               | 35 544      |
| Для гарнизонов              |                    |                    |             |
| Ружей пехотных              | 49 000             | 9907               | 39 093      |
| Ружей драгунских            | 500                | 101                | 399         |

Основным стрелковым оружием русской пехоты во время Крымской войны было гладкоствольное пехотное ружьё образца 1845 года, которое по дальности стрельбы уступало английской винтовке Энфилд и французскому штуцеру Тувенена. Кроме того, в русской армии на вооружении имелись закупленные за границей «люттихские» штуцеры и изготовленные в России переделочные нарезные ружья образца 1854 года.
В русской армии к началу Крымской войны доля нарезных ружей в стрелковом вооружении составляла 4—5 % (к концу войны — 13,4 %), во французской же нарезные ружья составляли около трети стрелкового оружия, а в английской — более половины. Расхожий тезис о существенной отсталости России по числу единиц нарезного оружия противоречит сведениям, опубликованным в 1858 году в «Военном сборнике». Нехватка нарезных ружей в Крыму объяснялась тем, что военное руководство страны обоснованно опасалось наступления европейской коалиции через Польшу, Пруссию и Австрию, и поэтому основные силы и лучшее вооружение держало на европейских границах .
Русская армия, как и союзники, имела гладкоствольную артиллерию, дальность поражающего выстрела которой (при стрельбе картечью) достигала 900 шагов. Это втрое превосходило дальность действительного огня гладкоствольных ружей.
До 1853 года в русской армии на обучение пехоты и драгун отпускали 10 патронов в год на человека.
Будущий военный министр в царствование Александра II Д. А. Милютин пишет в своих записках:

...Даже в деле военном, которым император занимался с таким страстным увлечением, преобладала та же забота о порядке, о дисциплине, гонялись не за существенным благоустройством войска, не за приспособлением его к боевому назначению, а за внешней только стройностью, за блестящим видом на парадах, педантичным соблюдением бесчисленных мелочных формальностей, притупляющих человеческий рассудок и убивающих истинный воинский дух.

Вместе с тем ряд фактов указывает на то, что недостатки в организации русской армии были сильно преувеличены критиками Николая I. Так, войны России с Персией и Турцией в 1826—1829 годах закончились быстрым разгромом обоих противников. Во время Крымской войны русская армия, значительно уступавшая в качестве своего вооружения и технической оснащённости армиям Великобритании и Франции, проявила чудеса храбрости, высокий боевой дух и военную выучку. При этом надо учитывать, что на главном театре боевых действий, в Крыму, союзному экспедиционному корпусу, в состав которого, наряду с армейскими частями, входили элитные гвардейские части, противостояли обычные русские армейские части, а также флотские экипажи.
Генералы, сделавшие свою карьеру после смерти Николая I (включая будущего военного министра Д. А. Милютина) и критиковавшие своих предшественников, могли это делать сознательно, с тем чтобы скрыть собственные серьёзные ошибки и некомпетентность. Так, историк М. Покровский приводил примеры бездарного ведения русско-турецкой войны 1877—1878 годов (когда военным министром был сам Милютин). По данным Б. Ц. Урланиса, боевые и небоевые потери в армии России в Крымскую войну составили 134 800 человек, а потери в армиях Великобритании, Франции и Турции — 162 800 человек, в том числе в армиях двух западных держав — 117 400 человек.
Боевые части, покорявшие Кавказ до начала войны, отличались инициативностью и решительностью, высокой слаженностью действий пехоты, кавалерии и артиллерии.
На вооружении русской армии имелись ракеты системы К. И. Константинова, которые применялись при обороне Севастополя, а также на Кавказе, на Дунае и на Балтике.

### Флот
| Театры военных действий | Чёрное море | Чёрное море | Балтийское море | Балтийское море | Белое море | Белое море | Тихий океан | Тихий океан |
| ----------------------- | ----------- | ----------- | --------------- | --------------- | ---------- | ---------- | ----------- | ----------- |
| Типы кораблей           | Россия      | Союзники    | Россия          | Союзники        | Россия     | Союзники   | Россия      | Союзники    |
| Линейные корабли всего  |             |             |                 |                 |            |            |             |             |
| Паровые                 | 0           | 8 (765)     | 0               | 11(1078)        | 0          | 0          | 0           | 0           |
| Парусные                | 14 (1412)   | 18 (1758)   | 23 (2088)       | 14 (1284)       | 0          | 0          | 0           | 0           |
| Фрегаты всего           |             |             |                 |                 |            |            |             |             |
| Паровые                 | 6 (33)      | 22(384)     | 12(182)         | 21(539)         | 0          | 0          | 0           | 0           |
| Парусные                | 7 (380)     | 2(100)      | 11(454)         | 6 (330)         | 0          | 0          | 2 (108)     | 6(228)      |
| Прочие всего            |             |             |                 |                 |            |            |             |             |
| Паровые                 | 23 (89)     | 35(175)     | 2(14)           | 12(65)          | 0          | 2(28)      | 1(4)        | 1(6)        |
| Парусные                | 29 (385)    | 2(35)       | 13(232)         | 0               | 3(24)      | 1(26)      | 1(20)       | 2(48)       |

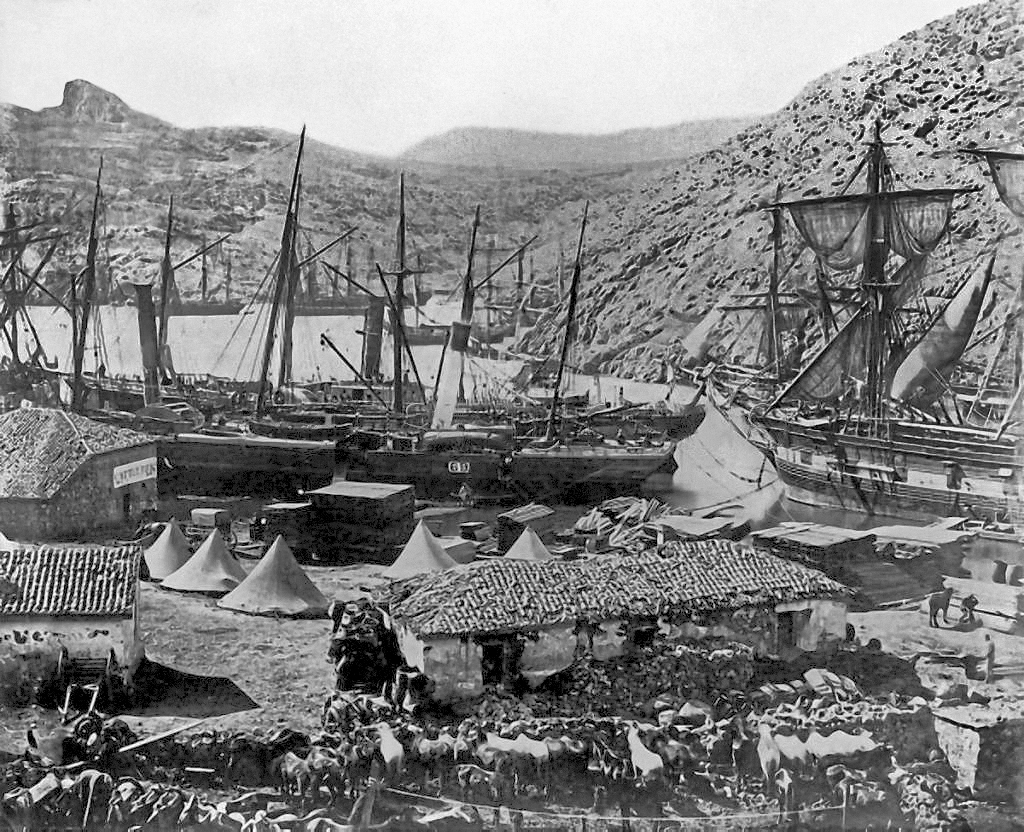
Порт Балаклавы в 1855 году, пароходы и парусники

Великобритания и Франция вступили в войну с Россией, полагая, что парусные линейные корабли могут ещё иметь военное значение. Соответственно парусные суда участвовали в 1854 году в действиях на Балтике и на Чёрном море; однако опыт первых месяцев войны на обоих театрах боевых действий убедил союзников, что парусные корабли потеряли практическую ценность как боевые единицы. Однако Синопское сражение, успешный бой русского парусного фрегата «Флора» с тремя турецкими пароходофрегатами, а также оборона Петропавловска-Камчатского, в котором с обеих сторон участвовали парусные корабли, свидетельствуют об обратном. При этом, по данным Штенцеля, морские командиры союзников нередко использовали свои пароходы и пароходофрегаты как бортовые тягачи-буксиры для своих парусных линейных кораблей, чтобы позволить им быстрее маневрировать и готовиться вести огонь с противоположного борта, и всерьез опасались, что командование российского черноморского флота применит свои пароходофрегаты подобным образом.
Союзники имели значительный перевес по всем типам кораблей, причём паровых линейных кораблей в российском флоте не было вообще. На тот момент английский флот по численности являлся первым в мире, французский был на втором, а русский на третьем месте.
Значительное влияние на характер боевых действий на море оказало наличие у воюющих сторон бомбических пушек, показавших себя эффективным оружием для борьбы как с деревянными, так и железными кораблями. В целом, Россия успела до начала войны в достаточной мере вооружить свои корабли и береговые батареи такими орудиями.
В 1851—1852 годах на Балтике началось строительство двух винтовых фрегатов и переделка в винтовые трёх парусных кораблей.
Основная база флота — Кронштадт, была хорошо укреплена. В состав кронштадтской крепостной артиллерии, наряду со ствольной артиллерией, входили также ракетные установки, предназначенные для залпового огня по кораблям противника на дистанции до 2600 метров.
Особенностью военно-морского театра на Балтике являлось то, что из-за мелководья Финского залива крупные корабли не могли подойти непосредственно к Санкт-Петербургу. Поэтому в ходе войны для его защиты по инициативе капитана 2 ранга Шестакова и при поддержке великого князя Константина Николаевича в рекордно короткие сроки с января по май 1855 было построено 32 деревянные винтовые канонерские лодки. А в последующие 8 месяцев ещё 35 винтовых канонерок, а также 14 винтовых корветов и клиперов. Паровые машины, котлы и материалы для их корпусов были изготовлены под общим руководством чиновника особых поручений кораблестроительного департамента Н. И. Путилова в петербургских механических мастерских. Механиками на вводимые в строй винтовые военные корабли назначались русские мастеровые. Установленные на канонерских лодках бомбические пушки превращали эти небольшие корабли в серьёзную боевую силу.
Французский адмирал Пэно писал по окончании войны: «Паровые канонерки, столь быстро построенные русскими, совершенно изменили наше положение».
Для обороны Балтийского побережья впервые в мире русские применили подводные мины с химическими контактными взрывателями, разработанными академиком Б. С. Якоби.

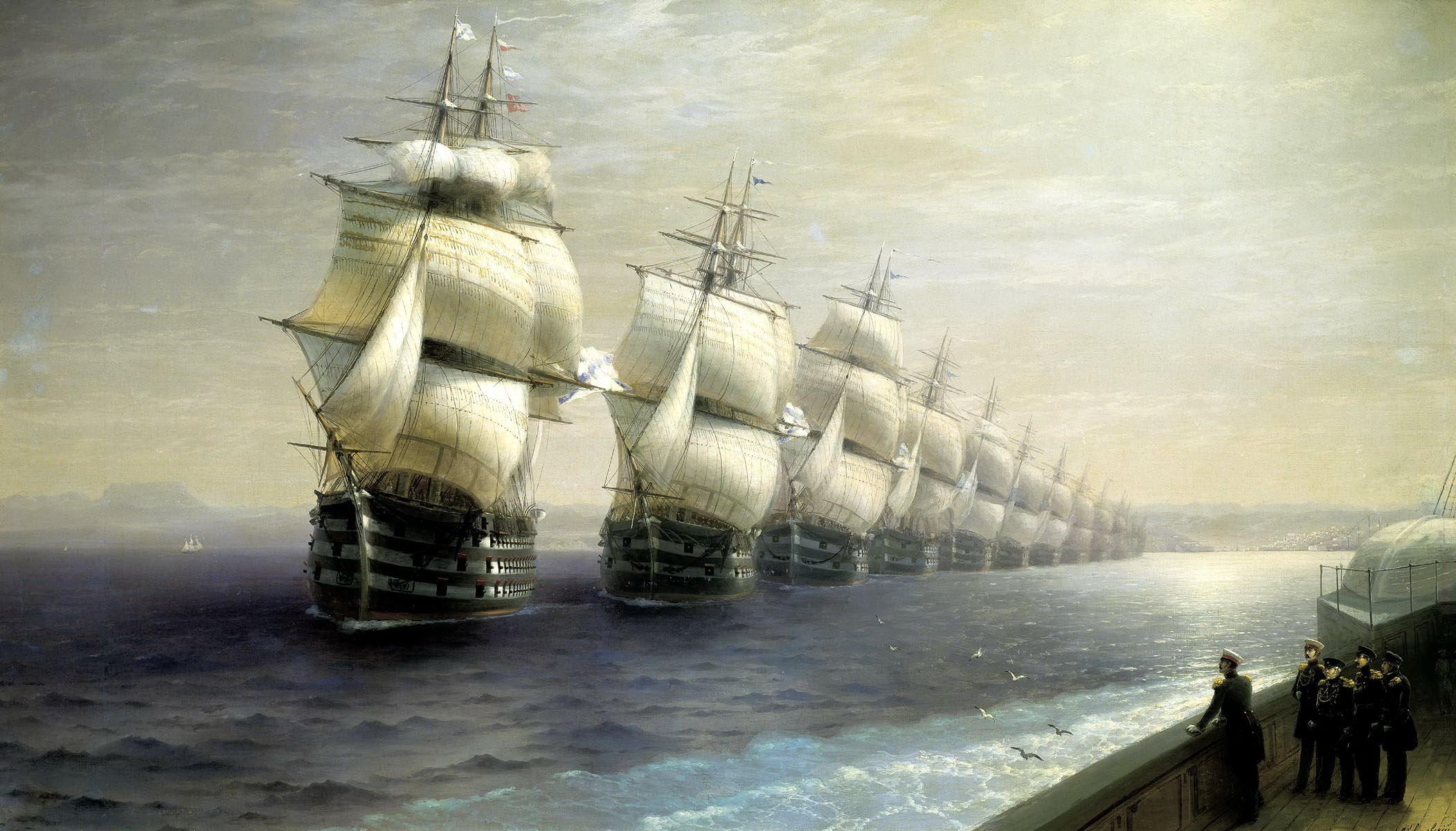
Смотр Черноморского флота в 1849 году. Худ. И. Айвазовский

Руководство Черноморским флотом осуществлялось имевшими значительный боевой опыт адмиралами Корниловым, Истоминым, Нахимовым.
Основная база Черноморского флота — Севастополь от нападения с моря была защищена сильными береговыми укреплениями. До высадки союзников в Крыму укреплений для защиты Севастополя с суши не существовало.
В 1853 году Черноморский флот вёл активные боевые действия на море — обеспечивал переброску, снабжение и артиллерийскую поддержку русских войск на Кавказском побережье, успешно боролся с турецким военным и торговым флотом, вёл бои с отдельными паровыми кораблями коалиции, проводил обстрелы их лагерей и артиллерийскую поддержку своих войск. После затопления 5 линейных кораблей и 2 фрегатов с целью блокады входа в Северную бухту Севастополя, остальные парусные корабли Черноморского флота использовались в качестве плавучих батарей, а пароходы для их буксировки.
В 1854—1855 годах мины на Чёрном море русскими моряками не применялись, несмотря на то, что сухопутные войска уже применяли подводные мины в устье Дуная в 1854 году и в устье Буга в 1855 году. В итоге возможность применения подводных мин для блокирования входа союзного флота в Севастопольскую бухту и другие гавани Крыма осталась неиспользованной.
В 1854 году для обороны побережья Белого моря Архангельское адмиралтейство построило 20 вёсельных двухпушечных канонерских лодок, и ещё 14 в 1855 году.
Турецкий военно-морской флот насчитывал 13 линейных кораблей и фрегатов и 17 пароходов. Командный состав ещё до начала войны был усилен английскими советниками.

## Ход войны

### Дунайская кампания

#### Кампания 1853 года
14 (26) июня 1853 года состоялся высочайший манифест Николая I о занятии Россией Придунайских княжеств.
21 июня (3 июля) 1853 года начался переход русских войск через Прут у Леово (граница России и Османской империи) и форсированное движение с целью скорейшего занятия Бухареста, куда войска прибыли 3 (15) июля 1853 года. Движение русской армии к Бухаресту походило на торжественное шествие, жители встречали войска приветливо и радостно. Торжественна была встреча в Бухаресте, при входе в который войска были приветствованы митрополитом с духовенством и почти всеми жителями. Войска России были приняты в Бухаресте как избавители от Османского ига.
31 июля 1853 представители Великобритании, Франции, Пруссии и Австрии приняли в Вене примирительную ноту в адрес Петербурга и Стамбула. Этот документ получил название Венской ноты. Спорные вопросы русско-турецких отношений должны были решаться при участии держав, подписавших Венскую ноту.
27 сентября (9 октября), русский командующий князь Горчаков получил послание от командующего турецкими войсками Омера-паши, в котором содержалось требование очистить Дунайские княжества в 15-дневный срок. В начале октября, до наступления срока, указанного Омер-пашой, турки стали обстреливать русские передовые пикеты. Утром 11 (23) октября турки открыли огонь по русским пароходам «Прут» и «Ординарец» и восьми буксируемым ими канонерским лодкам, проходящим по Дунаю в патруле мимо крепости Исакчи по приказу генерала А. Н. Лидерса. На мостике был убит командующий отрядом капитан 2 ранга А. Ф. Варпаховский . 2 ноября (21 октября). Турецкие войска стали переправляться на левый берег Дуная и создавать плацдарм для наступления на русскую армию.

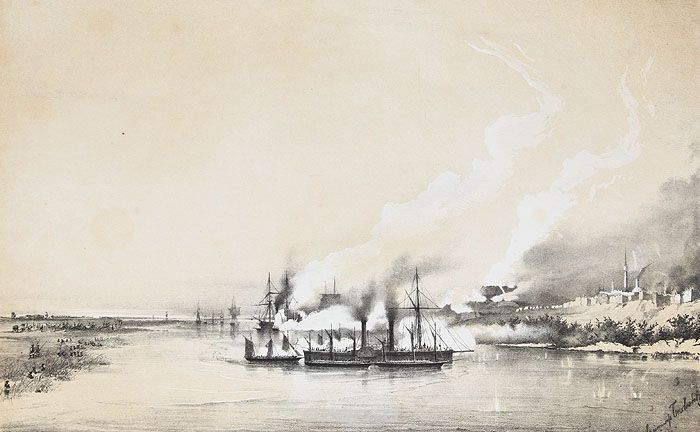
Действия 8 канонирских лодок на буксире пароходов Ординарец и Прут, против турецкой крепости Исакчи 11 октября 1853 года. Литография. Российская империя, 1858 год

После открытия «горячих» русско-турецких боевых действий на Дунае в том же месяце происходит знаменитое Синопское сражение (см. ниже) в Чёрном море, ставшее поводом для вступления в войну против России европейских союзников Турции.

#### Кампания 1854 года

##### Переправа через Дунай и осада Силистрии
В марте 1854 года русские войска переправились через Дунай и в мае осадили Силистрию. В конце июня, ввиду возросшей опасности вступления в войну Австрии, осада была снята и начат вывод русских войск из Молдовы и Валахии. По мере отступления русских турки медленно продвигались вперёд, и 10 (22) августа 1854 Омер-паша вступил в Бухарест. Тогда же перешли границу Валахии австрийские войска, которые, по соглашению союзников с турецким правительством, сменили турок и заняли княжества.

##### Бомбардировка Одессы

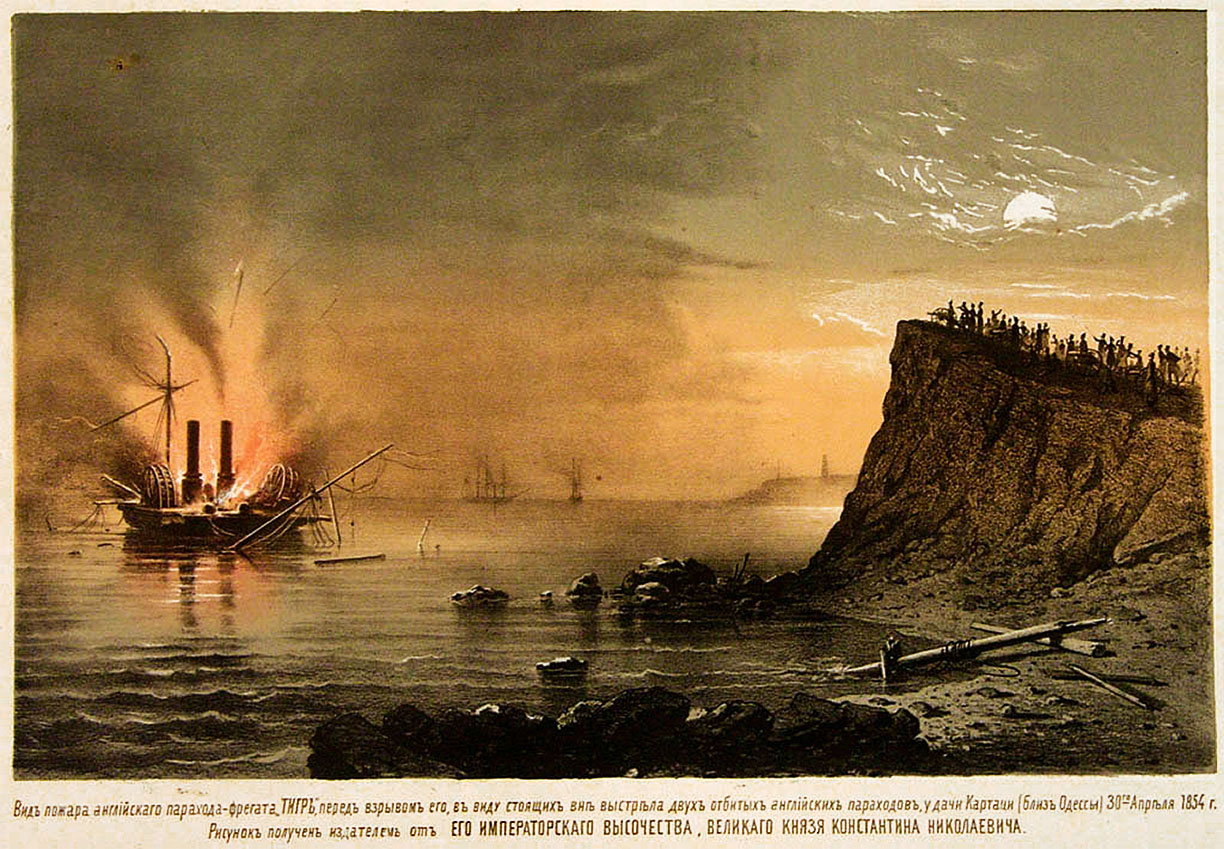
«Вид пожара английского парохода-фрегата „Тигр“, перед взрывом его, в виду стоящих вне выстрела двух отбитых английских пароходов, у дачи Картаци (близ Одессы) 30 апреля 1854 года», Гросс, Фёдор Иванович

В апреле 1854 года союзный флот в составе 28 судов провёл бомбардировку Одессы, в ходе которой в гавани было сожжено девять торговых судов. У союзников были повреждены и отведены на ремонт в Варну четыре фрегата. Кроме того, 12 мая в условиях густого тумана в 6 верстах (6,4 км) от Одессы сел на мель английский 16-пушечный колёсный пароходофрегат «HMS Tiger». 225 человек экипажа были взяты в русский плен, а само судно потоплено.
22 сентября. Нападение англо-французского отряда в составе 4 пароходофрегатов (72 орудия) на крепость Очаков и находившуюся здесь русскую гребную флотилию в составе 2 малых пароходов и 8 гребных канонерских лодок (36 орудий) под командой капитана 2 ранга Ендогурова. После трёхчасовой перестрелки на дальней дистанции корабли союзного флота, получив повреждения, ушли от Очакова.

##### Высадка союзников под Варной
В начале июля 1854 союзные войска в составе 40 тысяч французов, под начальством маршала Сент-Арно, и 20 тысяч англичан, под командой лорда Реглана, высадились под Варной, откуда часть французских войск предприняла экспедицию в Добруджу, но холера, развившаяся в страшных размерах во французском десантном корпусе, заставила отказаться на время от всяких наступательных действий.
Неудачи на море и в Добрудже заставили союзников обратиться теперь к выполнению давно задуманного предприятия — вторжению в Крым, тем более что общественное мнение Великобритании громко требовало, чтобы, в вознаграждение за все вызванные войной потери и издержки, были истреблены военно-морские учреждения Севастополя и русский Черноморский флот. Кроме того, англичане с французами во время марша подхватили дизентерию, что сильно сказалось на боеспособности подразделений.

### Синопское сражение
18 (30) ноября 1853 года эскадра под командованием вице-адмирала Нахимова в ходе Синопского сражения уничтожила турецкую эскадру Осман-паши.

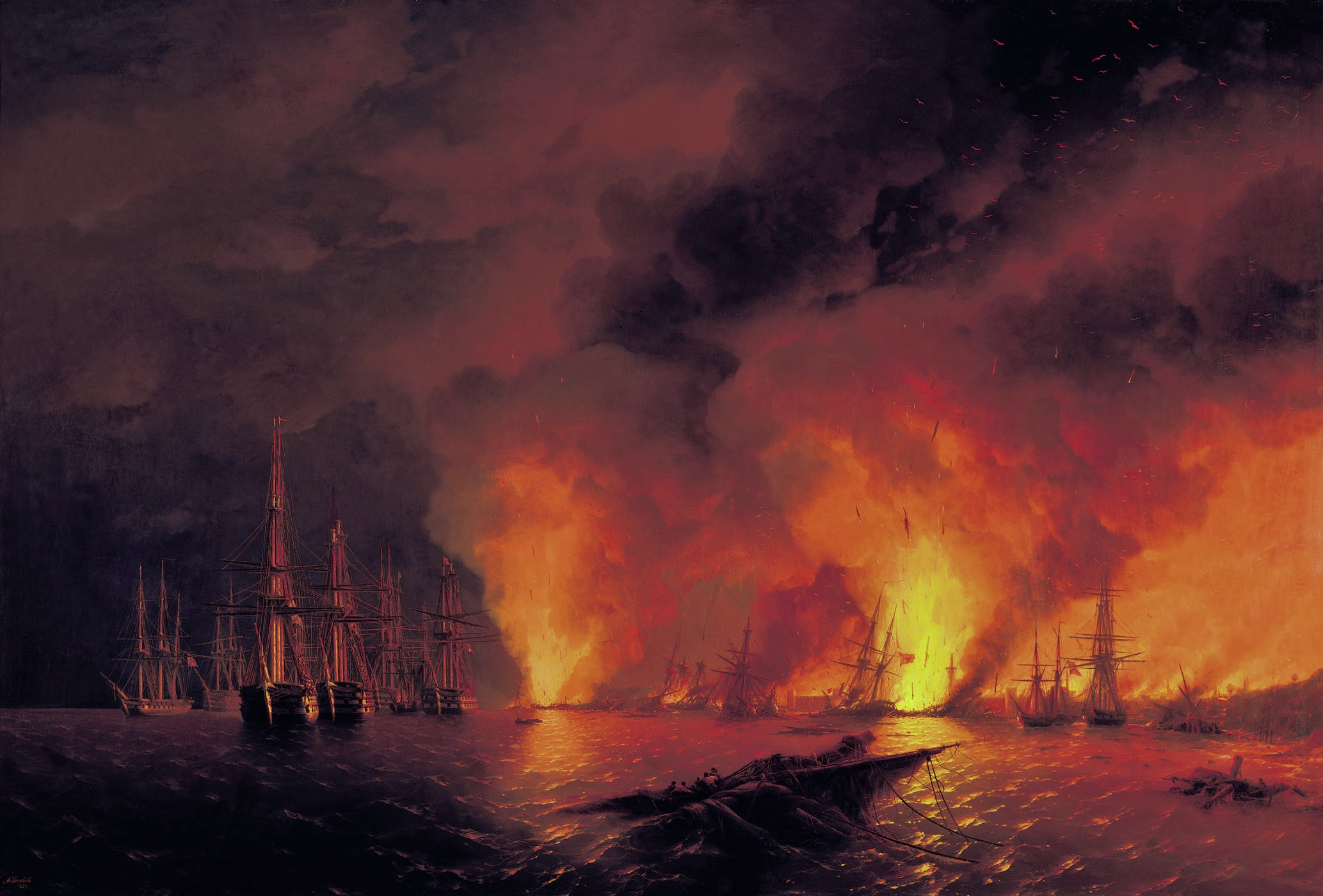
Айвазовский И. К. «Синоп. Ночь после боя 18 ноября 1853 года. 1853 год». Центральный военно-морской музей, Санкт-Петербург

Синопский инцидент послужил формальным основанием для вступления Англии и Франции в войну против России.
После получения известия о Синопском сражении английская и французская эскадры вместе с дивизией оттоманского флота 22 декабря 1853 (4 января 1854) вошли в Чёрное море. Адмиралы, начальствующие над флотом, известили русские власти, что имеют задание ограждать турецкие суда и порты от нападений с русской стороны. На запрос о целях подобных действий западные державы отвечали, что имеют в виду не только защищать турок от всякого нападения со стороны моря, но и способствовать им в снабжении своих портов, препятствуя, вместе с тем, свободному плаванию русских судов.
17 (29) января французский император предъявил России ультиматум: увести войска из Дунайских княжеств и начать переговоры с Турцией.
9 (21) февраля Россия отвергла ультиматум и прервала отношения с Англией и Францией.
15 (27) марта 1854 года Великобритания и Франция объявили войну России.
Вместе с тем император Николай обратился к берлинскому и венскому дворам, предлагая им, в случае войны, соблюдать нейтралитет, поддержанный оружием. Австрия и Пруссия уклонились от этого предложения, равно как и от союза, предложенного им Англией и Францией, но заключили между собой отдельный договор. Особой статьёй этого договора было положено, что если не последует вскоре выступления русских из Дунайских княжеств, то Австрия потребует очищения их, Пруссия же поддержит это требование, и затем, в случае неудовлетворительного ответа, обе державы приступят к наступательным действиям, которые могут быть вызваны также присоединением княжеств к России или переходом русских за Балканы.

### Кавказская кампания

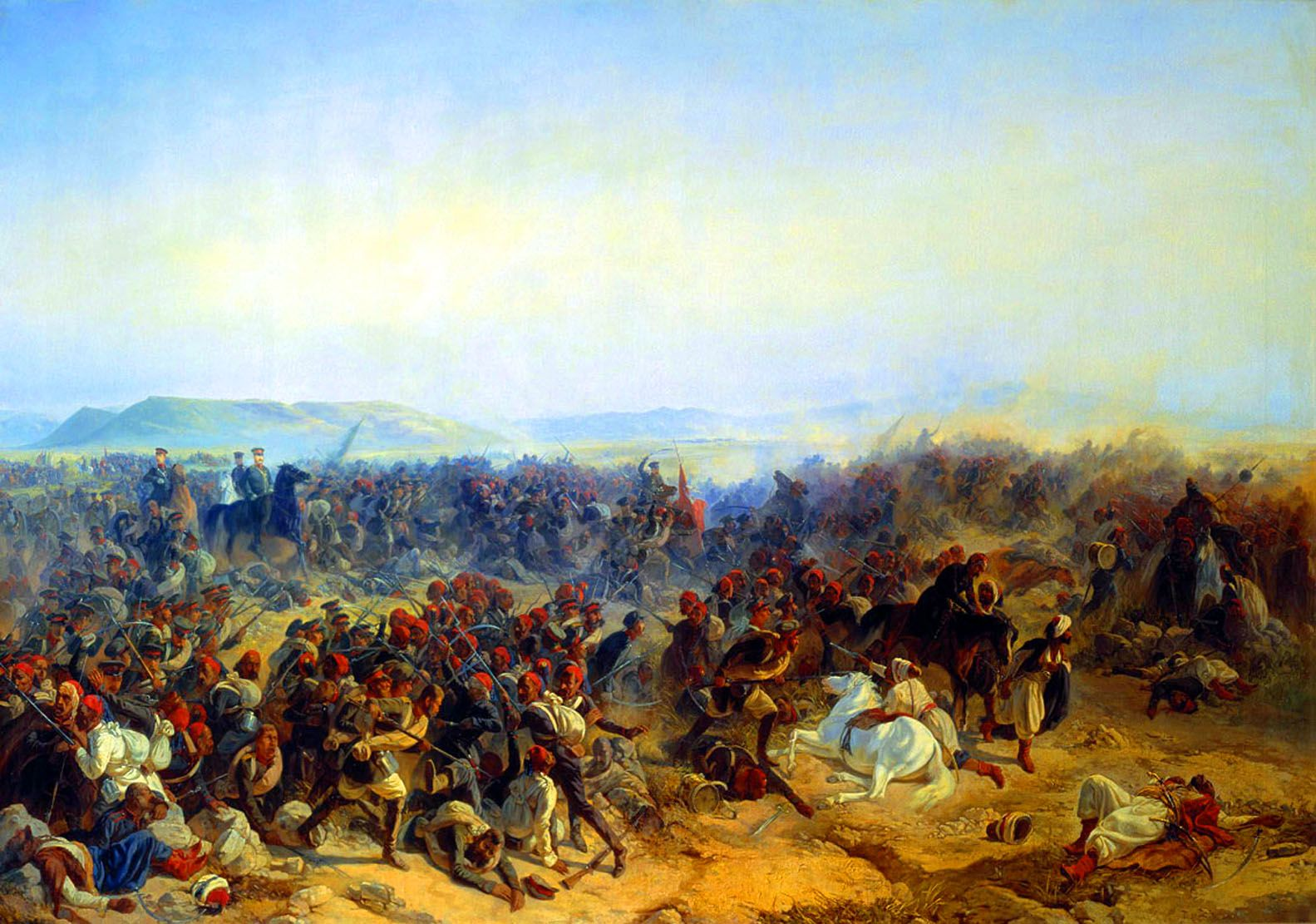
Ф. И. Байков (1818—1890). «Сражение при селении Кюрюк-Дара в окрестностях крепости Карс 24 июля 1854 года». 1854. Военно-исторический музей артиллерии, инженерных войск и войск связи, Санкт-Петербург

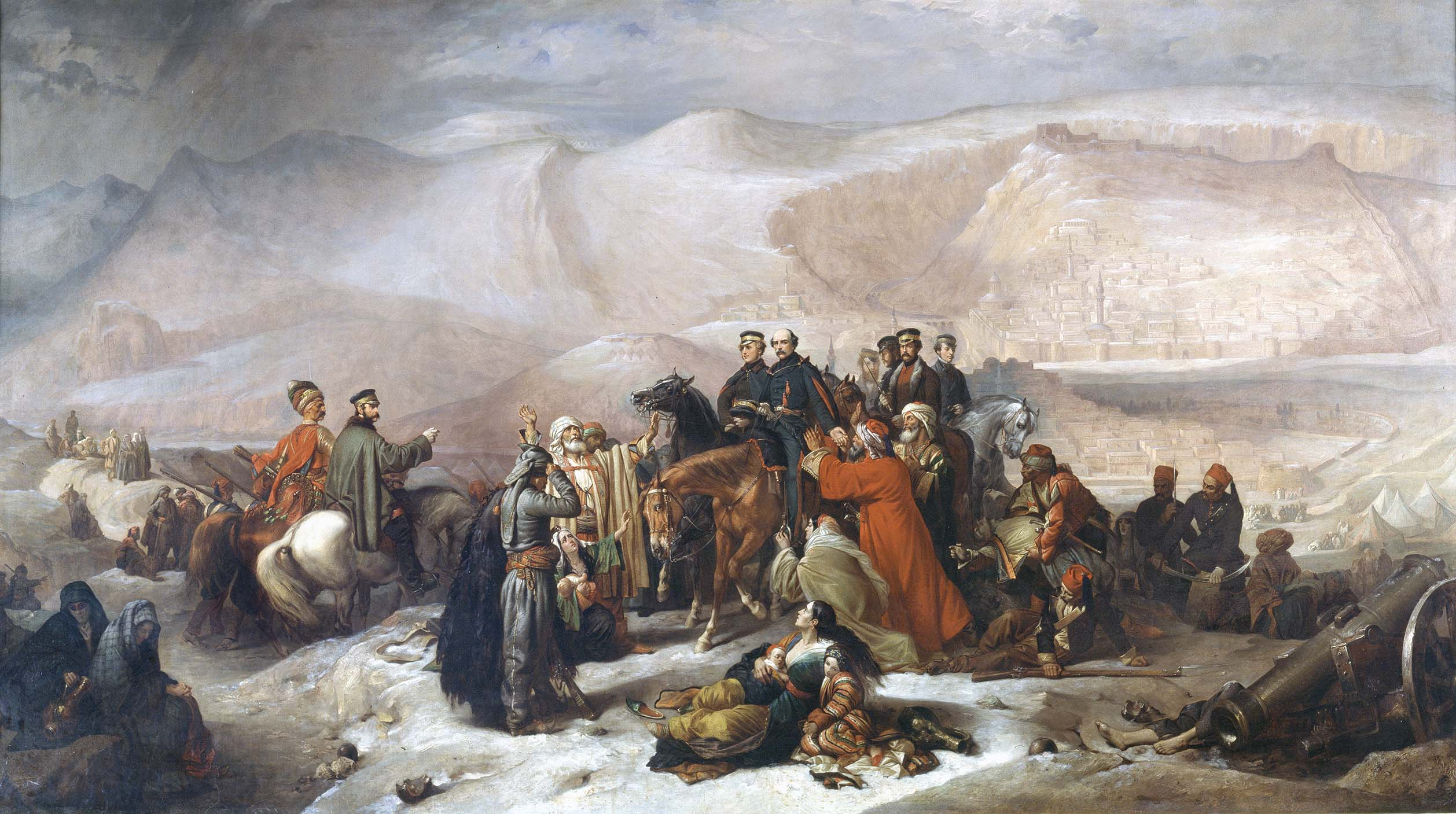
Томас Джонс Баркер. «Сдача Карса, Крымская война, 28 ноября 1855». Ок. 1860. Национальный музей армии, Лондон

#### Кампания 1853 года
В кампанию 1853 года в Закавказье турецкая армия перешла в наступление, но потерпела поражение в Ахалцикском сражении, а через неделю русские войска генерала Бебутова разбили турецкую армию в генеральном сражении у Башкадыклара.
На море в 1853 году русский флот действовал успешно. 20 (31) октября произошёл бой парохода «Колхида», перевозившего роту солдат для усиления гарнизона поста Св. Николая, расположенного на кавказском побережье. При подходе к берегу «Колхида» села на мель и попала под обстрел турок, захвативших пост и уничтоживших весь его гарнизон в ночь с 15 на 16 октября. Отразив попытку абордажа, пароход снялся с мели и, несмотря на потери среди экипажа и полученные повреждения, пришёл в Сухум.
4 (15) ноября русский пароход «Бессарабия», крейсировавший в районе Синопа, захватил без боя турецкий пароход «Меджари-Теджарет» (вошёл в состав Черноморского флота под названием «Турок»).
5 (17) ноября состоялся первый в истории военного флота бой паровых кораблей. Русский пароходофрегат «Владимир» захватил турецкий пароход «Перваз-Бахри» (вошёл в состав Черноморского флота под названием «Корнилов»).
9 (21) ноября состоялся успешный бой русского фрегата «Флора» с 3 турецкими пароходами «Таиф», «Фейзи-Бахри» и «Саик-Ишаде», бывшими под общим командованием английского военного советника Слейда, в районе мыса Пицунда. После 4-часового боя «Флора» вынудила пароходы отступить, уводя на буксире повреждённый флагманский «Таиф».

#### Кампания 1854 года
В кампанию 1854 года русские войска последовательно разбили турецкую армию в сражении на реке Чолок в июне, взяли крепость Баязет в июле, и наконец разгромили турецкую кавказскую армию в сражении у Кюрюк-Дара в 18 км от Карса, но пока ещё не смогли приступить к осаде этой крепости, в районе которой была сосредоточена 60-тысячная турецкая армия. Ввиду неудач на Крымском театре боевых действий была упразднена Черноморская береговая линия (удерживать положено было только Анапу, Новороссийск, Геленджик и Сухум-Кале).

#### Кампания 1855 года

##### Взятие Карса
В кампанию 1855 года главным успехом русской армии стало взятие Карса. Первая атака на крепость произошла 4 (16) июня, её осада началась 6 (18) июня, а к середине августа приобрела тотальный характер. После крупного, но безуспешного штурма от 17 (29) сентября, Н. Н. Муравьёв продолжил осаду вплоть до капитуляции османского гарнизона, состоявшейся 16 (28) ноября 1855 года. Командовавший гарнизоном Вассыф-паша сдал противнику ключи от города, 12 турецких знамён и 18,5 тыс. пленных. В результате этой победы русские войска овладели не только городом, но и всей прилежащей областью, включая Ардаган, Кагызман, Олты и Нижне-басенский санджак.

##### Боевые действия на Черноморской линии и Кубани
28 февраля (12 марта) и 1 (13) марта 1855 года англо-французская эскадра (2 фрегата, 1 бриг, 1 шхуна, 1 канонерская лодка, всего 67 орудий) бомбардировала Новороссийск. В крепости пострадали госпиталь, арсенал и ряд других строений. 2 (14) марта в Новороссийск из Анапы прибыло подкрепление (5 рот пехоты, 4 сотни казаков, анапский полуэскадрон), после чего англо-французская эскадра отступила.
В конце мая — начале июня, после того как англо-французский десант 12—13 (24—25) мая занял Керчь, гарнизоны Новороссийска, Геленджика и Анапы, после демонтажа укреплений, были эвакуированы. Опорные пункты бывшей Черноморской линии были заняты отрядами турок и ополчением протурецки настроенных горцев.
12 (24) сентября англо-французский десант занял оставленную русским гарнизоном Тамань. Сражение с высадившимися англо-французскими войсками русское военное начальство решило дать на позиции у Темрюка.
12 (24) сентября был отражён англо-французский десант у Голубицких хуторов. В конце сентября у Джигинской батареи и Варениковского укрепления потерпели поражение силы протурецки настроенных горцев, собранные князем Сефер-беем.
Впоследствии крупных столкновений не было (за исключением вылазки Сефер-бея в Екатеринодар в конце декабря), русские войска оставались сосредоточенными на Темрюкской позиции.

##### Турецкий десант в Абхазии
В сентябре турецкий отряд Омер Лютфи-паши был отправлен на судах к малоазиатским берегам, высадился в Батуме и двинулся на выручку Карса, но вернулся в Батум и 21 сентября (3 октября) высадился в Сухум-Кале, в Абхазии, владетель которой, князь Михаил Шервашидзе, изменил России.
Оттуда турецкие силы вторглись в Мингрелию и овладели переправами на реке Ингури. Однако дальнейшее наступление турок остановилось. Омер Лютфи-паша не пытался сорвать осаду Карса и турецкие войска в Абхазии бездействовали до конца войны.

#### 1856 год — взаимный вывод сил
В конце февраля 1856 года, прекратив дальнейшие действия на Черноморском побережье России (северный театр Кавказской кампании), англо-франко-турецкие силы отплыли к Трапезунду (Трабзону).
26 июля 1856 года, в соответствии с положениями Парижского договора, турецким властям переданы город Карс и область.

### Вторжение в Крым и осада Севастополя

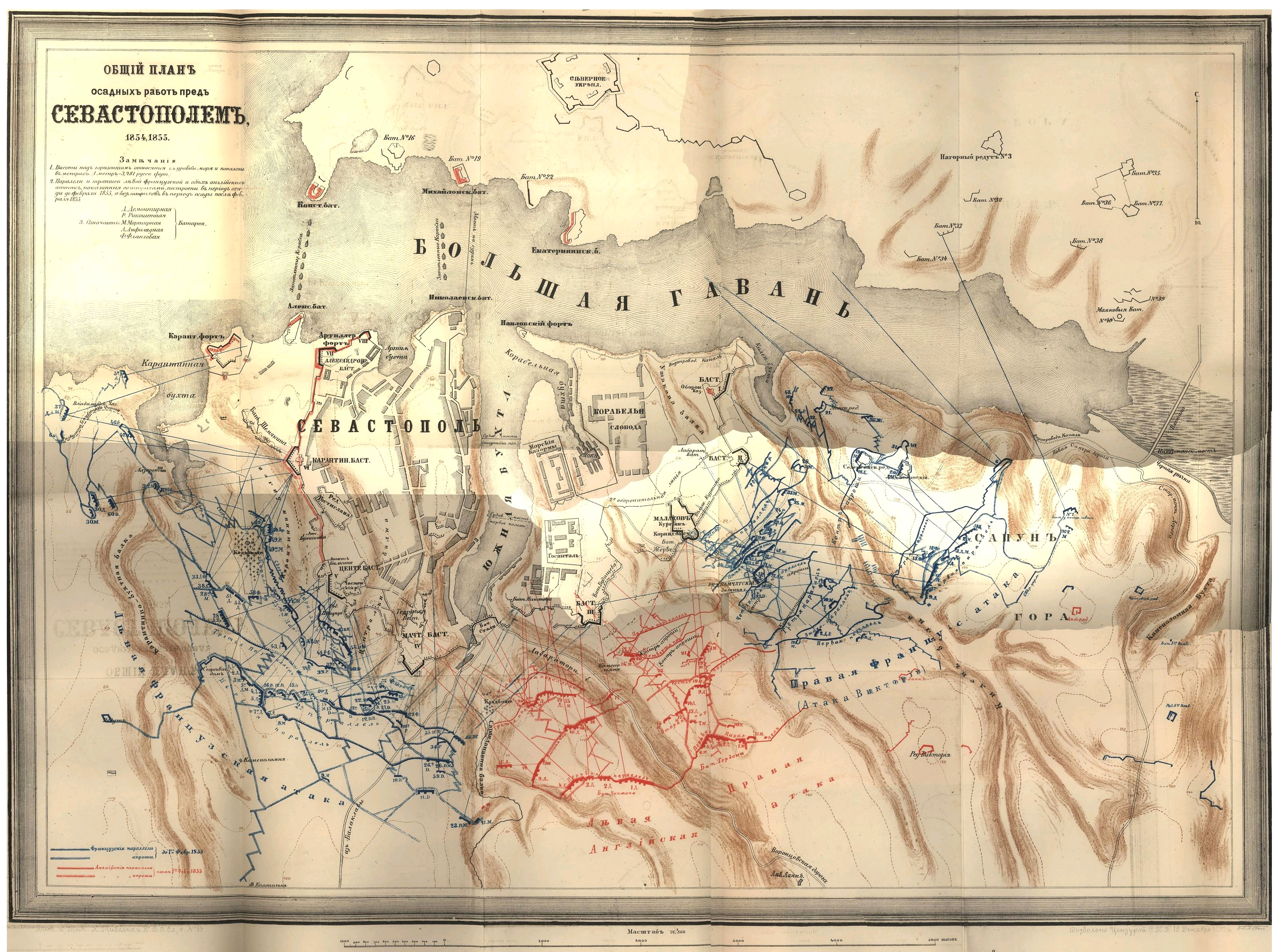
Общий план осадных работ пред Севастополем в 1854-55 годах

#### Кампания 1854 года
3 (15) июня 1854 3 англо-французских пароходофрегата подошли к Севастополю. 14 (26) июля 1854 состоялся бой англо-французского флота в составе 21 корабля с береговыми укреплениями Севастополя.
2 (14) сентября 1854 года началась высадка экспедиционного корпуса коалиции в Евпатории. Всего за первые дни сентября на берег было переправлено около 61 тысячи солдат.
8 (20) сентября 1854 года в сражении на Альме союзники нанесли поражение русской армии (33 тысячи солдат), пытавшейся преградить им путь к Севастополю. Русская армия была вынуждена отступить.

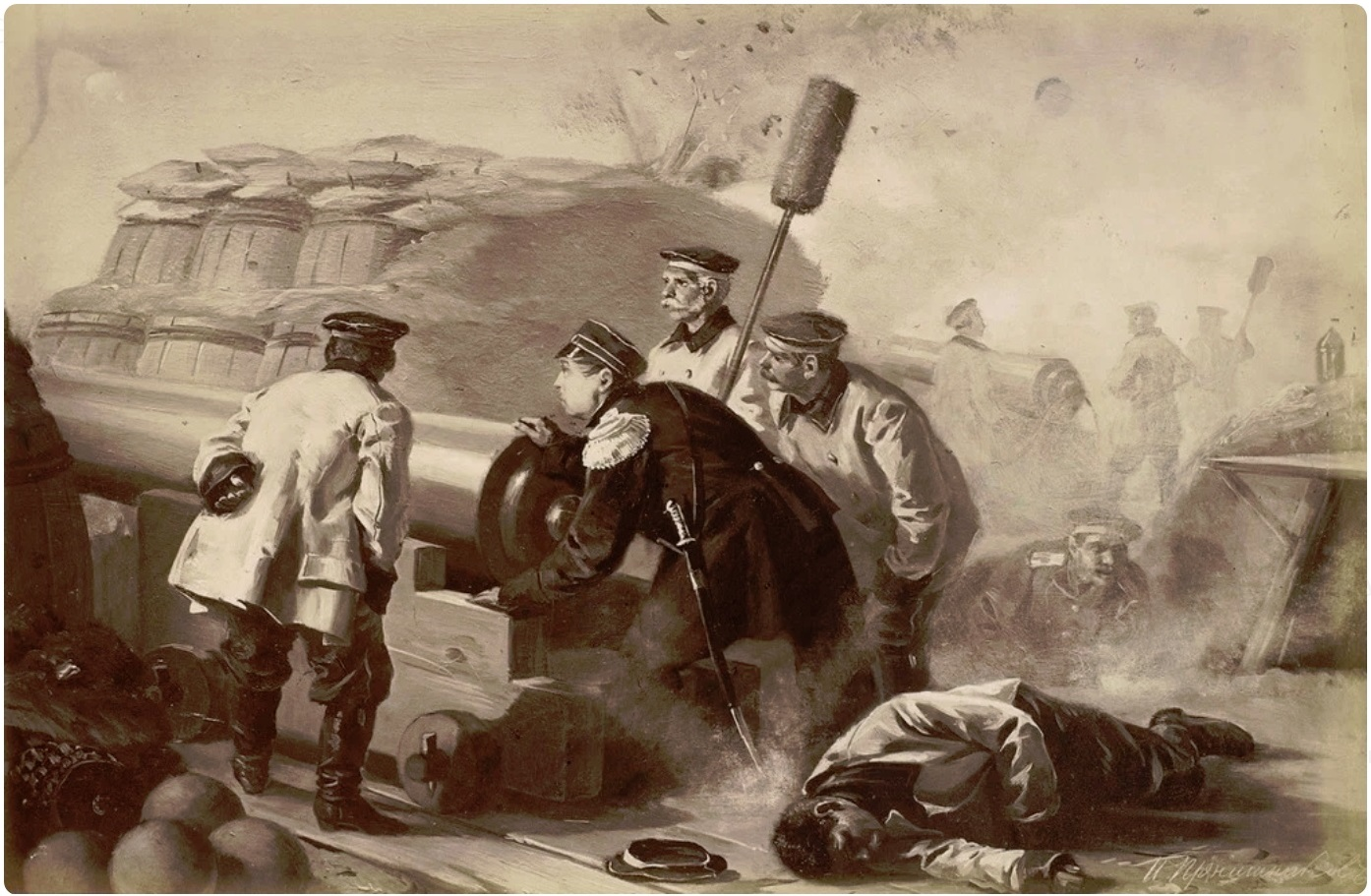
Репродукция картины И. М. Прянишникова «Адмирал Нахимов на севастопольском бастионе». Военная энциклопедия Сытина, статья s:ВЭ/ВТ/Нахимов, Павел Степанович, 1914

14 (27) сентября 1854 года при подавляющем превосходстве британские армия и флот захватили Балаклаву, обороняемую лишь одним Балаклавским греческим пехотным батальоном, после чего превратили город в главную базу снабжения своей экспедиционной армии в Крыму.
5 (17) октября состоялась первая бомбардировка Севастополя, во время которой погиб Корнилов. В тот же день флот союзников попытался совершить прорыв на внутренний рейд Севастополя, но потерпел поражение.
13 (25) октября произошло сражение под Балаклавой, в результате которого войска союзников (20 тысяч солдат) сорвали попытку русских войск (23 тысячи солдат) деблокировать Севастополь. В ходе битвы русским солдатам удалось захватить некоторые позиции союзников, оборонявшиеся турецкими войсками, которые пришлось оставить, утешаясь захваченными у турок трофеями (знамя, одиннадцать чугунных орудий и др.). В этом сражении произошёл знаменитый боевой эпизод, известный как Атака лёгкой бригады.

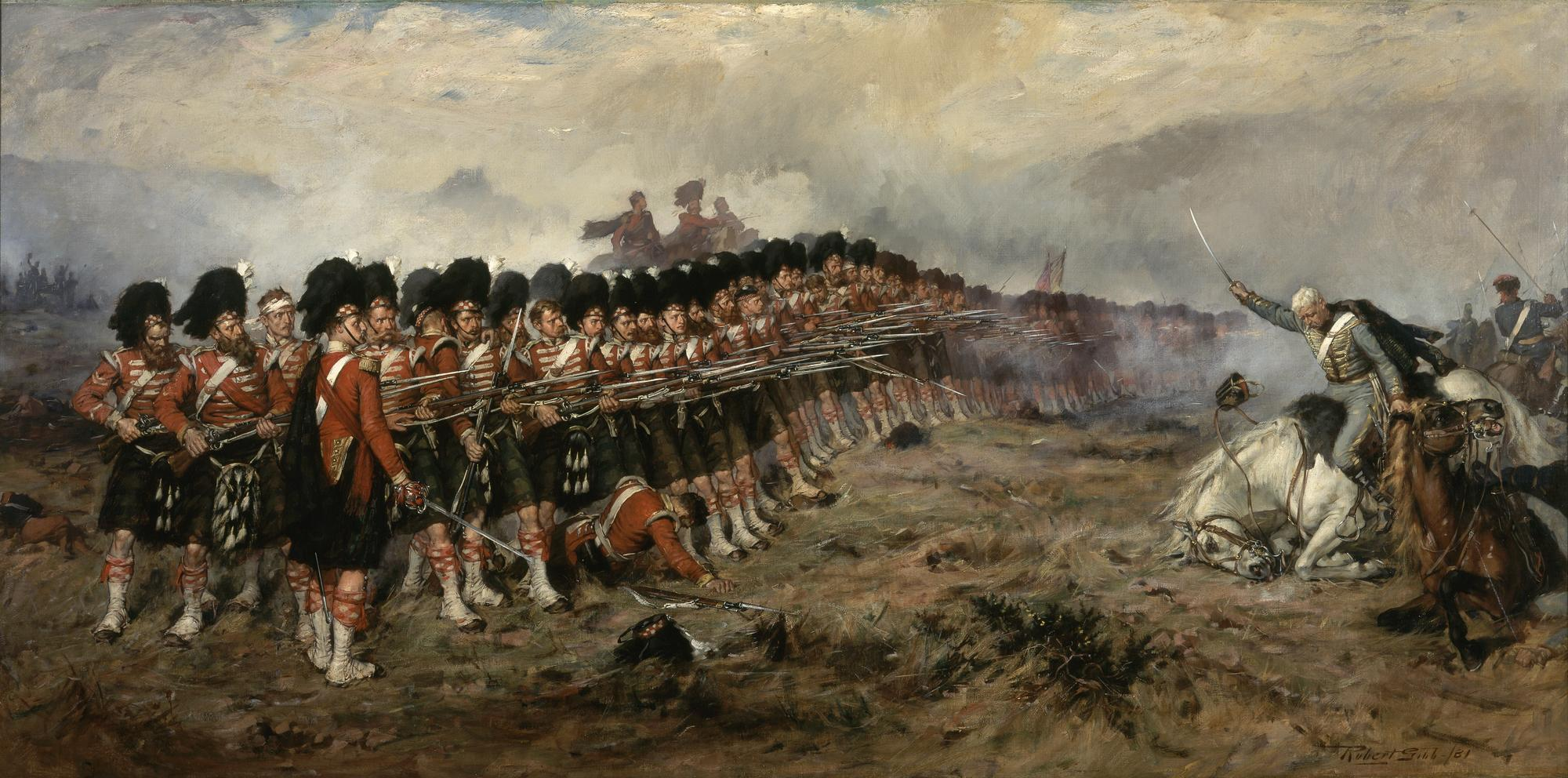
Роберт Гибб. «Тонкая красная линия» (1881). Национальный музей войны

К ноябрю 1854 года в Крыму была сосредоточена лишь незначительная часть российской армии (169 батальонов пехоты и 79 эскадронов кавалерии), при этом в армии генерала Ридигера в Царстве Польском на случай вторжения австрийцев было сосредоточено 144 батальона и 97 эскадронов, в армии генерала Горчакова на Днестре было 149 батальонов и 203 эскадрона, ещё 229,5 батальонов и 118 эскадронов защищали балтийское побережье.
5 ноября состоялось Инкерманское сражение, где русские войска в очередной раз попытались деблокировать Севастополь. В начале сражения русская армия (37 тысяч солдат) атаковала английские войска (8 тысяч человек) и имела первоначальный успех, однако приход французского подкрепления (8 тыс. человек) переломил ход сражения в пользу союзников. Русским было приказано отступать. Отход русских войск к Севастополю прикрывали своим огнём пароходофрегаты «Владимир» и «Херсонес».

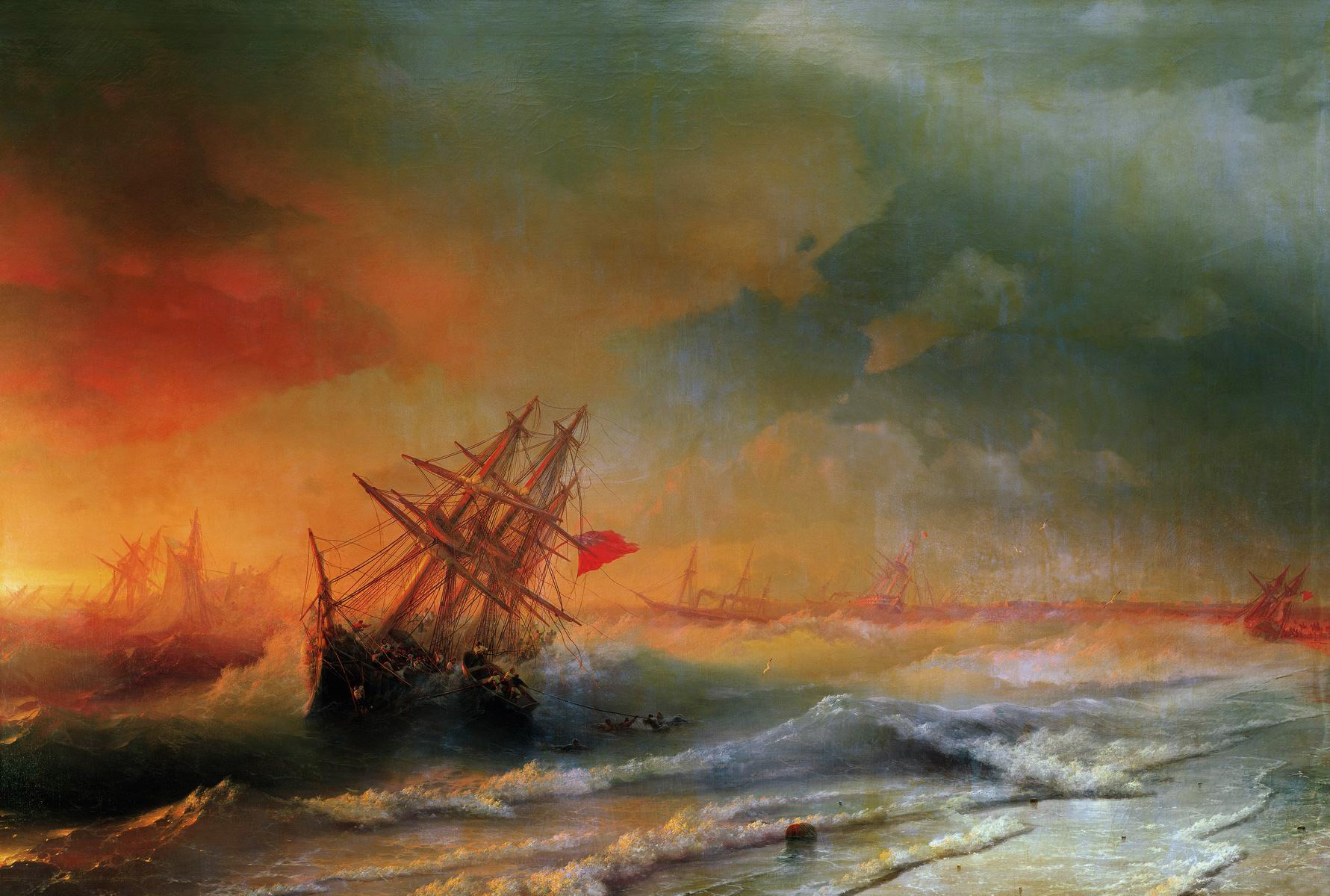
Айвазовский И. К. «Крушение судов турецко-англо-французского флота, близ Евпатории, 2 (14) ноября 1854 г.»

14 ноября жестокий шторм у берегов Крыма привёл к потере союзниками более 53 кораблей (из них 25 транспортов). Вдобавок под Евпаторией потерпели крушение два линейных корабля (французский 100-пушечный «Генрих IV» и турецкий 90-пушечный «Пеики-Мессерет») и 3 паровых корвета союзников. В частности, были утеряны посланные десантному корпусу союзников запасы зимней одежды и медикаментов, что в условиях надвигающейся зимы поставило союзников в тяжёлое положение. «Балаклавская буря» 14 ноября по тем тяжким потерям, какие она причинила флоту союзников и транспортам с припасами (более 30 судов возле Балаклавской бухты до 60 в целом на Чёрном море), приравнивалась ими к проигранной морской битве.

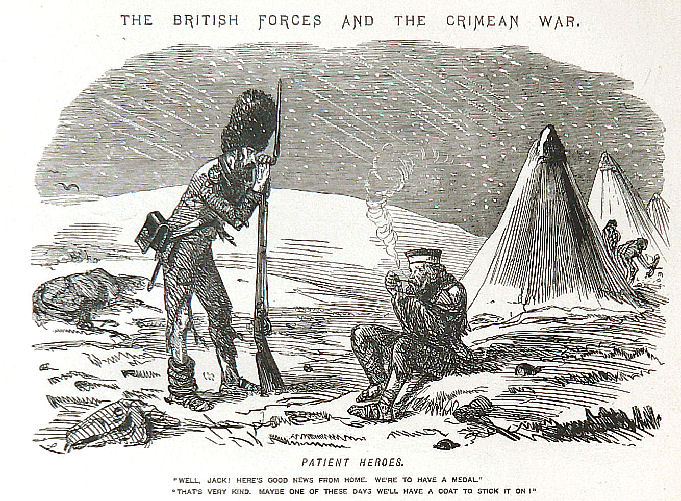
«Британские войска и Крымская война. Терпеливые герои». Карикатура из лондонского журнала «Панч» (1856). Один оборванный английский солдат другому:
— Ну что, Джек! Есть хорошие новости из дома. Мы получим медаль.
— Это очень мило. Может быть, когда-нибудь мы получим шинель, к которой можно будет её приколоть.

24 ноября пароходофрегаты «Владимир» и «Херсонес», выйдя с Севастопольского рейда в море, атаковали стоявший у Песочной бухты французский пароход и заставили его удалиться, после чего, подойдя к Стрелецкой бухте, обстреляли из бомбических орудий расположенный на берегу французский лагерь и неприятельские пароходы.

#### Кампания 1855 года

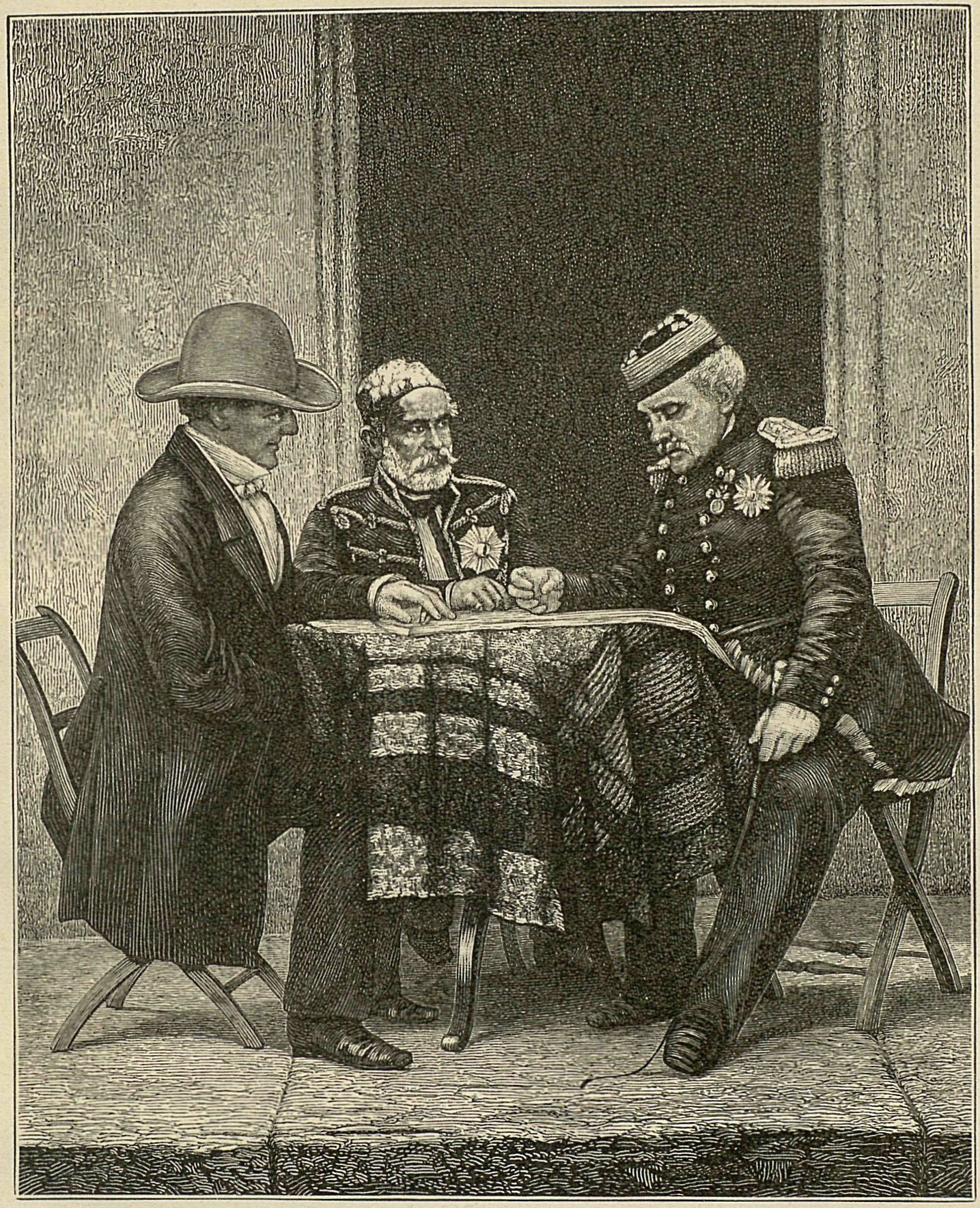
Лорд Реглан — Омер-паша — Пелисье (под Севастополем в 1855 году, во время Крымской войны). Ксилография

Хотя к началу 1855 года русские силы под Севастополем превосходили силы союзников и несмотря на то, что император Николай I настоятельно требовал от А. С. Меншикова решительных действий, последний медлил и упускал удобные для этого обстоятельства. Силы коалиции также значительно выросли, в основном благодаря французскому контингенту. Союзники не без труда, но наладили логистику и санитарное дело. На дипломатическом фронте они привлекли в январе 1855 года к коалиции Сардинское королевство, и прибытие его войск ожидалось к концу весны.

##### Азовская кампания 1855 года
12—13 мая союзная эскадра (57 вымпелов) бомбардировала Керчь, после чего высадила 16-тысячный десант, взявший и разграбивший город.
14 мая 1855 года «лёгкая эскадра» в составе от 16 до 20 вымпелов, ворвалась в Азовское море. Эскадра совершила неудачное для неё нападение на крепость Арабат, разгромила Геническ, бомбардировала и безуспешно штурмовала десантом Таганрог, подвергла продолжительному обстрелу Мариуполь. Десанты союзников высаживались, не встретив сопротивления, в Бердянске, Ейске, Темрюке, уничтожая там запасы фуража, продовольствия. На море союзники топили и жгли все застигнутые ими суда, всё вплоть до рыбачьих лодок. 28 мая эскадра вышла из моря.
Второй раз «Лёгкая эскадра» входит в Азовское море 10 июня, в составе от 15 до 17 вымпелов. На этот раз она находится в море полтора месяца и подвергает бомбардировке большинство прибрежных селений. Часто неприятель высаживает десантные отряды для поджогов и уничтожения всего, что не поддаётся воздействию корабельной артиллерии. Нападению подвергаются селения по всему побережью, от Арабатской стрелки до устья Дона, демонстрируются даже намерения войти в сами донские гирла. Кроме того, особо жестоким бомбардировкам подвергаются города Бердянск, Таганрог.
Третий вход эскадры в Азовское море пришёлся на 4 августа. На этот раз её состав уменьшился до 5 судов. Эскадра оперирует в западной части моря и совершенно не показывается в Таганрогском заливе. Города Бердянск, Мариуполь, Таганрог больше не обстреливаются. Лишь однажды, 19 августа, канонерка англичан с целью разведки появляется у Таганрога и делает несколько выстрелов, но не по городу, а по вновь построенной береговой батарее. 31 августа две канонерки вновь обмениваются несколькими выстрелами с Таганрогской батареей, после чего неприятельские корабли больше у Таганрога не появляются. С этого времени действия эскадры вновь ограничиваются центральной и западной частью моря, с редкими заходами в Таганрогский залив. Геническ и Арабатская стрелка как всегда являются основными объектами нападений британцев. 12 сентября эскадра усилилась до 7 судов. 14 и 15 октября две канонерки, после более чем двухмесячного перерыва, обстреливают Мариуполь. 23 октября, все 7 пароходов эскадры появились у Ейска. Последовал двухдневный ожесточённый штурм Глафировки, Ейска.

##### Действия в Крыму
5 (17) февраля 1855 года русские войска предпринимают попытку освобождения Евпатории, однако турки срывают наступление мощным артиллерийским обстрелом.
12 мая (24) мая англо-французский флот занял Керчь, гарнизон которой отошёл к Феодосии. Застигнутые в Керченской гавани 3 парохода, 10 транспортов и мелкие суда были сожжены своими экипажами. Винтовая шхуна Отдельного кавказского корпуса «Аргонавт», вступив в бой с английской паровой шхуной «Snake», имевшей превосходство в мощности машины и вооружении, причинила последней несколько повреждений, оторвалась от неприятеля и ушла в Бердянск.
Падение Керчи вынудило российские силы демонтировать последние крепости «упразднённой» Черноморской береговой линии (Анапа, Геленджик, Новороссийск) на соседнем Кавказском театре войны, уступив Черноморское побережье турецкому экспедиционному корпусу. Также союзные силы вышли на оперативный простор в Азовском море.

##### Оборона Севастополя
28 марта (9 апреля) предпринята вторая бомбардировка Севастополя.

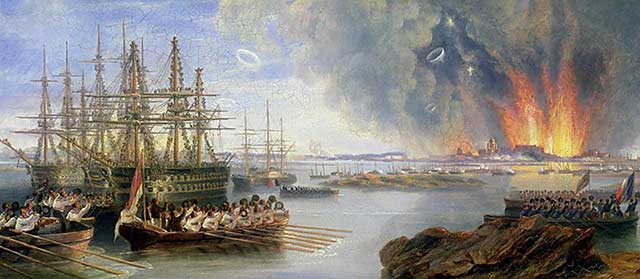
Джон Кармайкл. «Бомбардировка Севастополя в 1855 г.». Холст, масло, 1858 г.

22—24 мая (3—5 июня) состоялась третья бомбардировка, после которой союзники овладели Селенгинским и Волынским редутами и Камчатским люнетом и вышли вплотную к Малахову кургану — ключу к обороне Севастополя.

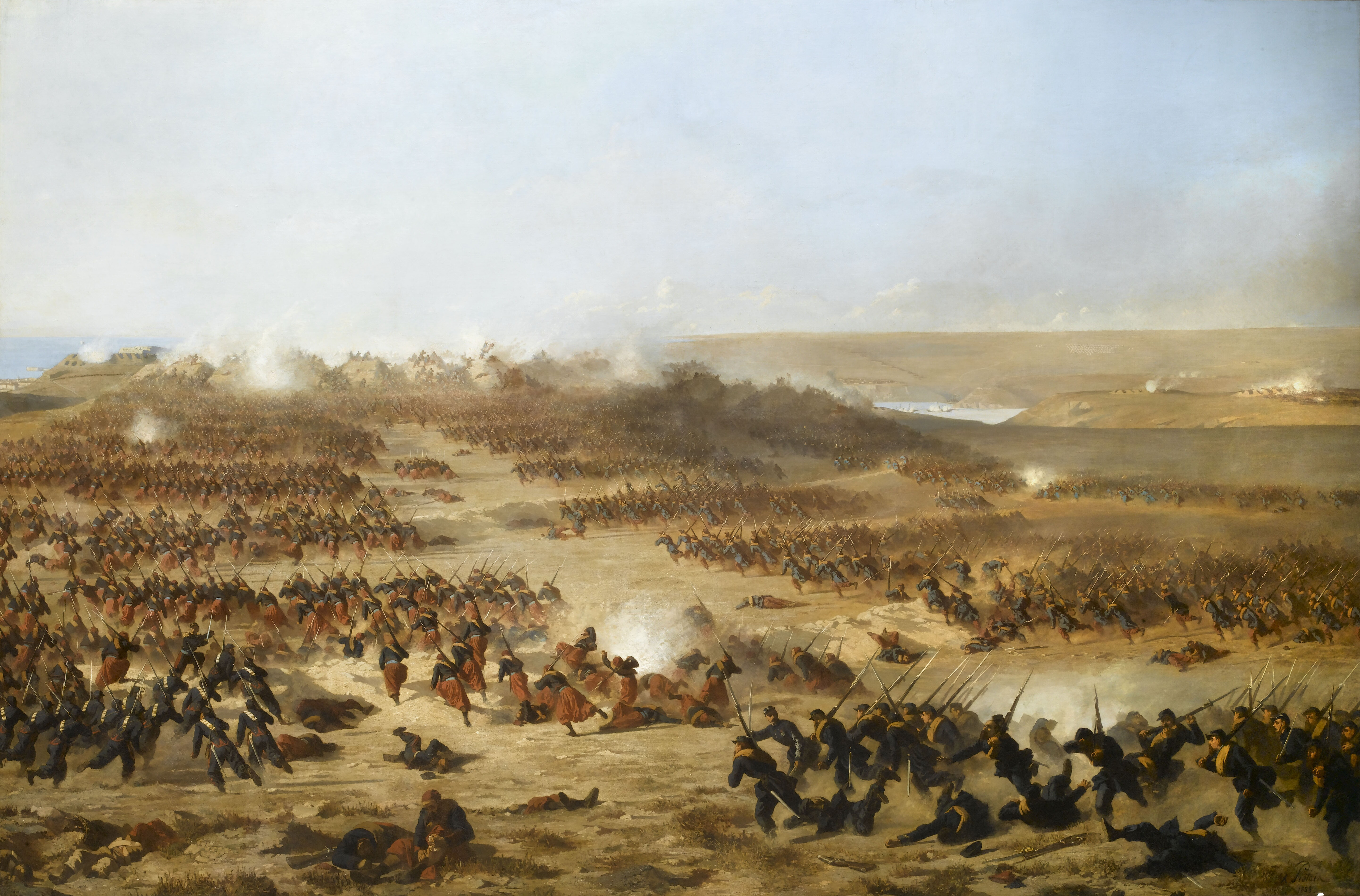
Поль-Александр Проте. «Генеральная атака Севастополя союзниками 6 июня 1855 года» (1858)

6 (18) июня состоялся первый общий штурм Севастополя, одержана блестящая победа России, отбиты все атаки неприятеля. На панораме «Оборона Севастополя» изображён именно момент отражения штурма 6 (18) июня.
4 (16) августа 1855 года происходит Сражение на Чёрной речке, в ходе которой русские войска безуспешно пытаются снять осаду Севастополя.
5—8 (17—20) августа — пятая бомбардировка Севастополя. Потери русских войск составляли 900—1000 человек в день. Огонь неприятеля с 21 августа по 3 сентября был слабее, но выводил из строя ежедневно по 500—700 человек.
24—27 августа (5—8 сентября) — последняя, шестая бомбардировка, за которой последовал общий штурм.
27 августа (8 сентября) 1855 французские войска захватили Малахов курган.
28—30 августа (9—11 сентября) гарнизон Севастополя оставил укрепления Южной стороны и по понтонному мосту перешёл на Северную. Одновременно были затоплены, после снятия с них орудий и боезапаса, последние суда Черноморского флота.

##### Попытка захвата Николаева
После захвата южной части Севастополя союзные главнокомандующие, не решавшиеся двигаться с армией внутрь полуострова из-за недостатка обозов, стали угрожать движением на Николаев, который, с падением Севастополя, получил важное значение, так как туда были эвакуированы русские морские учреждения и запасы. С этой целью сильный союзный флот 2 (14) октября 1855 года подошёл к расположенной на пути к Николаеву крепости Кинбурн и после двухдневной бомбардировки принудил её к сдаче.
Оставив в Кинбурне две полуроты сардинских пехотинцев и взвод алжирских спагов для восстановления и охраны укреплений, союзники предприняли попытку прорыва по Днепро-Бугскому лиману к Николаеву, но у Волошской косы их корабли попали под огонь одной из русских береговых батарей. В ходе промеров глубин они также обнаружили в устье лимана минные поля, установленные ещё летом 1854 под руководством поручика Борескова. Отказавшись от дальнейших попыток захвата Николаева, англо-французский флот ушёл к Севастополю, где стал устраиваться на зимовку. Оставленный в Кинбурне гарнизон не успел до холодов восстановить сгоревшие в результате бомбардировки казармы, поэтому жил в землянках. Нерегулярный подвоз продовольствия вынуждал его изыскивать дополнительные источники пропитания в окрестностях крепости, но русское командование использовало казаков, чтобы пресекать такую возможность.

#### 1856 год — вывод союзных сил
15 февраля 1856 года английский фрегат «Агамемнон» эвакуировал остатки кинбурнского гарнизона. Пороховой арсенал Кинбурна был взорван, восстановленные укрепления разрушены. За три месяца нахождения в крепости от болезней погибло 119 солдат и офицеров из состава гарнизона, а 48 было взято русскими в плен.
К середине 1856 года войска союзников полностью покидают Крым.

### Балтийская кампания
На Балтике две дивизии Балтийского флота были оставлены для усиления обороны Кронштадта, а третья — расположена у Свеаборга. Главнейшие пункты на балтийском побережье были прикрыты береговыми батареями, и деятельно строились канонерские лодки. В части, касающейся Великого княжества Финляндского с его финско-шведским населением, данный театр военных действий получил название Аландской войны в шведской и финской историографии.

#### Первая балтийская кампания (1854)

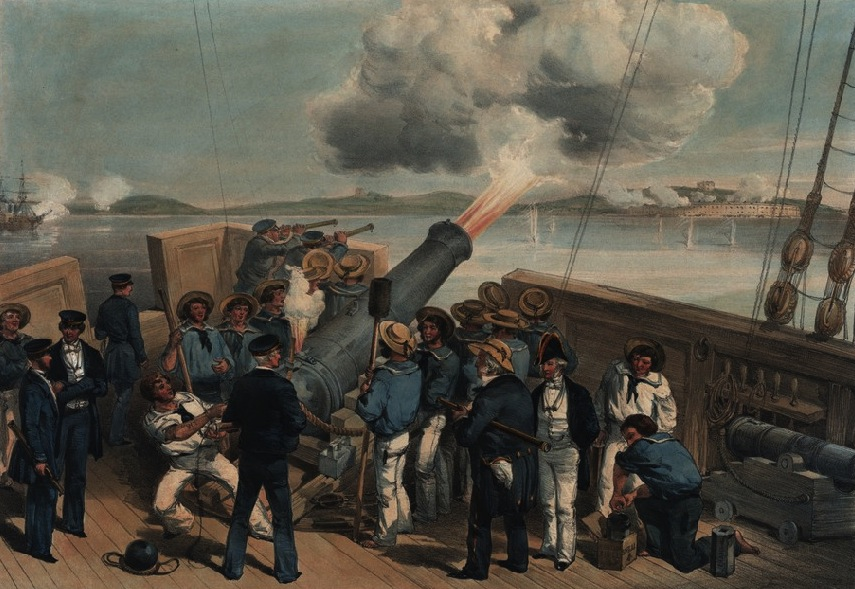
Бомбардировка крепости Бомарсунд с палубы судна HMS Bulldog в ходе Крымской войны, 15 августа 1854. Худ. Уильям Симпсон

Англо-французский флот под командованием вице-адмирала Ч. Нейпира и вице-адмирала А. Ф. Парсеваля-Дешена прошёл датские проливы со стороны Западной Европы в самом конце марта 1854 года.
В Балтику англо-французская эскадра в составе 11 винтовых и 15 парусных линейных кораблей, 32 пароходофрегатов и 7 парусных фрегатов вошла с очищением моря ото льда.
Корабли союзной эскадры оказались у входа в Финский залив 19 апреля, заперев русский Балтийский флот (26 парусных линейных кораблей, 9 пароходофрегатов и 9 парусных фрегатов) в Кронштадте и Свеаборге.
Союзники не решились атаковать эти базы из-за русских минных заграждений: как оказалось, впервые в истории русские моряки установили на подступах к крепости Кронштадт 1865 мин и у Свеаборга 994 мины, относительно небольшие заграждения были также у Ревеля и Усть-Двинска. Союзники ограничились блокадой побережья и бомбардировали ряд населённых пунктов в Финляндии.
26 июля (7 августа) 1854 11-тысячный англо-французский десант высадился на Аландских островах и осадил Бомарсунд, который после разрушения укреплений сдался. Попытки других десантов под Экенесом, Ганге, Гамла-Карлебю и Або окончились неудачей.
При этом в августе 1854 года крепость Гангут (Ганге) была взорвана её русским гарнизоном (по указу императора Николая I) из опасений повторения ею судьбы крепости Бомарсунд на Аландских островах. Первым взлетел на воздух форт Мейерфельд, за ним остальные. На этот взрыв израсходовано 950 пудов пороха. 86 орудий крепости были затоплены в заливе.
Осенью 1854 года союзные эскадры покинули Балтийское море.

#### Вторая балтийская кампания (1855)

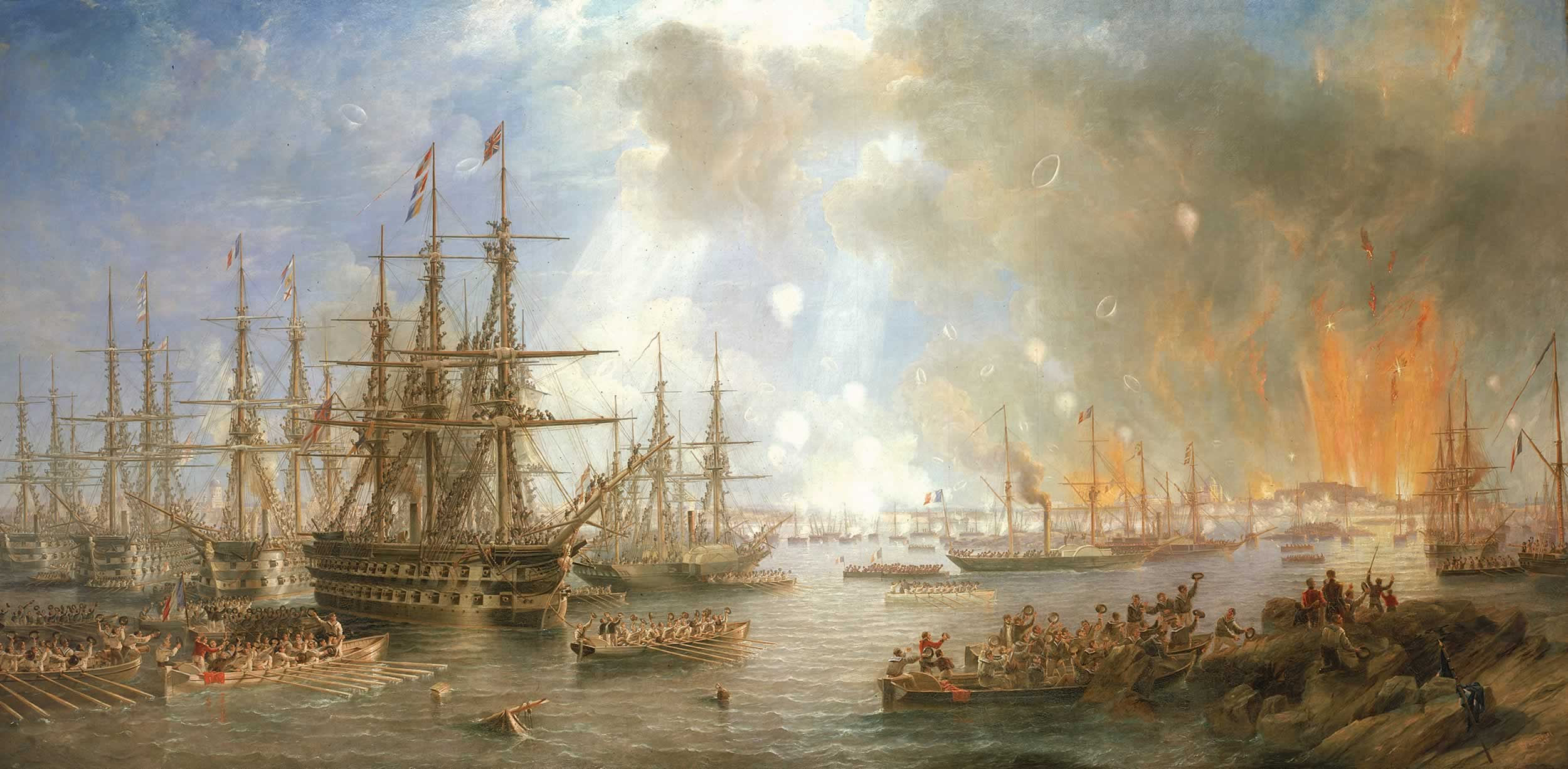
Бомбардировка Свеаборга 9 августа 1855 года. Худ. Джон Кармайкл

Для действий на Балтийском море в 1855 году союзники снарядили 67 судов; флот этот в середине мая появился перед Кронштадтом, надеясь выманить в море стоявший там русский флот. При одной из попыток подойти близко к крепости 8 (20) июля 1855 года сразу 4 британских парохода подорвались на подводных минах и получили повреждения. Убедившись, что укрепления Кронштадта усилены и подступы к ним с моря прикрыты минными заграждениями, неприятель отвёл флот от Кронштадта и ограничился набегами лёгких судов на разные места финского прибрежья.
Союзники крейсировали по всему Балтийскому морю, разоряя прибрежные российские крепости, морские базы и опорные пункты. В частности, в кампанию 1855 года англо-французский флот уничтожил крепость Роченсальм, сжёг город при крепости (в английских источниках упоминается как «захват острова Котка»).
4 июля 1855 года британский десант под командованием капитана Йелвертона захватил и взорвал морскую крепость Свартхольм; 5 июля бомбардировке подвергся находившийся под защитой крепости город Ловиза.
21 июля 1855 года отряд кораблей британского военно-морского флота заставил замолчать батареи русского форта на острове Гогланд.
28 июля (9 августа) союзный флот под командованием британского адмирала Ричарда Дондаса начал обстрел Свеаборга, но 45-часовая бомбардировка Свеаборга так и не привела к захвату крепости. Обстрелу также подвергся город Гельсингфорс, столица Великого княжества Финляндского (подступы к которому с моря охранял Свеаборг), но значительных разрушений в городе этот обстрел не повлёк (уничтожены лишь его прибрежные батареи).

### Беломорская кампания

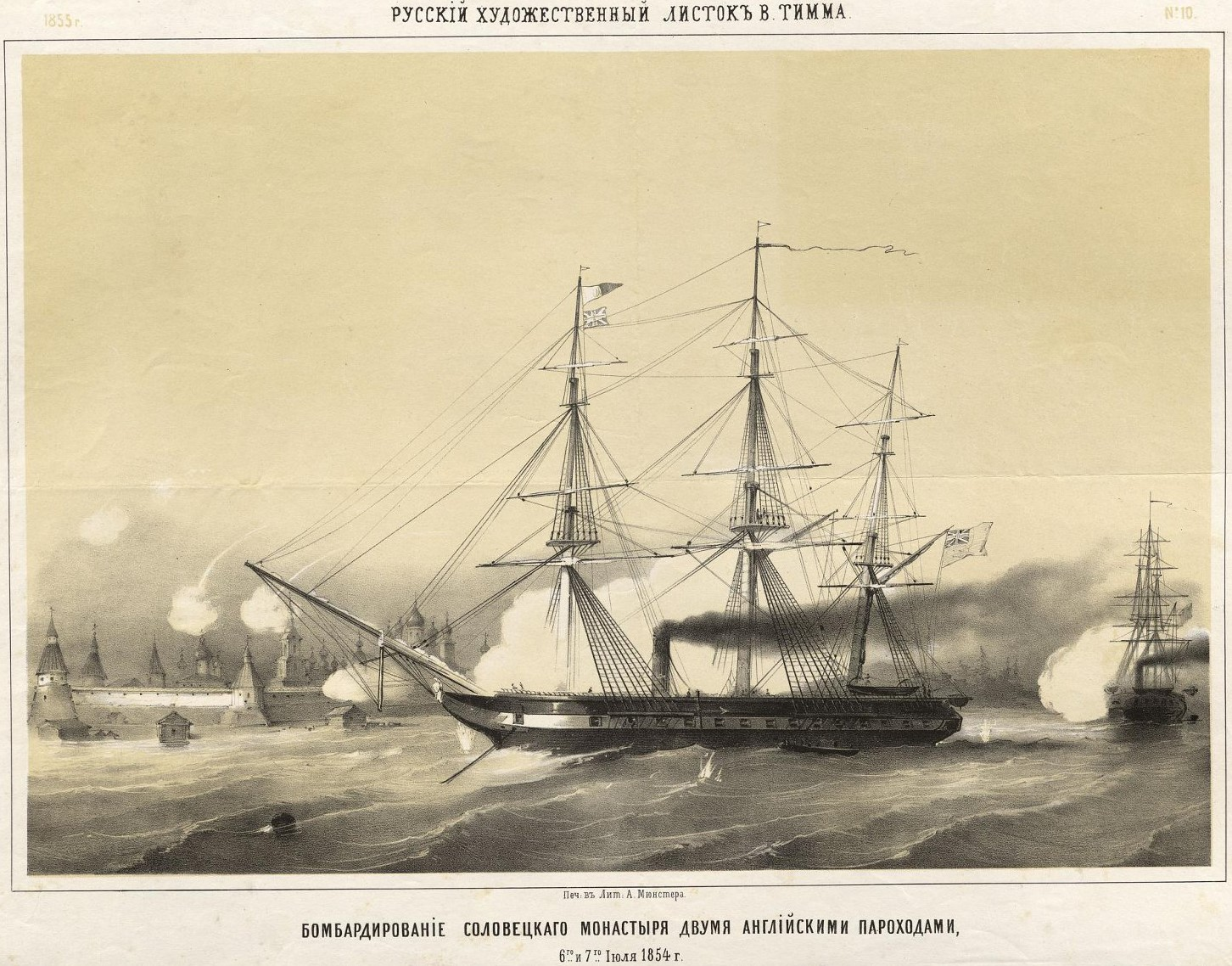
Мюнстер А. Э. Бомбардирование Соловецкого монастыря двумя Английскими пароходами 6-го и 7-го июля 1854 года

На Белом море действия союзной эскадры капитана Оманея ограничились захватом мелких купеческих судов, грабежом прибрежных жителей, двукратной бомбардировкой Соловецкого монастыря. Во время бомбардировки города Колы на Баренцевом море неприятельским огнём сожжено около 110 домов, 2 церкви (в том числе шедевр русского деревянного зодчества Воскресенский собор XVII века), магазины.

### Тихоокеанская кампания
Единственным местом, где российские и британские владения непосредственно соприкасались, была граница Русской Америки с Британской Северной Америкой. По соглашению, заключённому между русской Российско-американской компанией (РАК) и английской Компанией Гудзонова залива (КГЗ), Аляска и западная часть Канады объявлялись на время войны нейтральными территориями. Британское правительство одобрило заключение этого соглашения 22 марта 1854 года, то есть практически одновременно с объявлением войны России, состоявшимся 27 марта 1854 года, — при условии, что оно будет касаться только территориальных владений и не распространится на открытое море.
Особенностью РАК являлось высочайшее покровительство и высокий статус её акционеров: в состав пайщиков входили члены царской фамилии, включая императора, императрицу и цесаревича, а также высшие гражданские чиновники в ранге министров, адмиралы флота и т. д. Несмотря на то что Русская Америка в годы Крымской войны была отсечена от азиатской части России, компания продолжала действовать и приносить прибыль.
Курильские острова в соответствии с принципом управления отдалёнными землями Российской империи, находились в ведении Российской Американской компании, которая сохраняла нейтралитет на протяжении всей Восточной (Крымской) войны (1853—1856 годов). Руководство РАК считало, что нейтралитет распространялся и на островные территории, однако британская сторона исключила из сферы действия соглашения азиатское побережье Тихого океана и прилежащие острова.
В разгар Восточной (Крымской) войны в 1854 году Японию посетила дипломатическая миссия графа Путятина, завершившаяся подписанием договора о границах между Японской и Российской империями. Согласно заключённому в городе Симода соглашению, Японии отходили южные Курилы. Самым южным российским островом становился 18-й остров Курильской гряды — Уруп.

#### Кампания 1854 года

##### Петропавловская оборона, оставление Сахалина
На Тихом океане гарнизон Петропавловска-Камчатского под командованием генерал-майора В. С. Завойко 18—24 августа (30 августа—5 сентября) 1854 года отразил нападение англо-французской эскадры из 6 кораблей под командованием контр-адмирала Дэвида Прайса, разбив высаженный ею десант на Никольской сопке.
Поражение англо-французов под Петропавловском произвело в Европе огромное впечатление. Все французские и английские газеты в унисон заговорили о реванше и настаивали на снаряжении в навигацию 1855 года таких сил, которые могли бы овладеть Петропавловском без затруднений.
Верховная власть Российской Империи осознала трудности со снабжением и удержанием столь удалённых территорий в условиях войны.
30 мая 1854 года был эвакуирован Муравьёвский пост на острове Сахалин.
Уже в декабре 1854 года великий князь Константин Николаевич обсуждали с губернатором Восточной Сибири Муравьёвым-Амурским «невозможность усиления нашей эскадры паровыми военными судами из Америки» и «необходимость оставить Петропавловск и перевести эскадру и все учреждения на Амур».

#### Кампания 1855 года

##### Оставление Петропавловска, переход на Амур
В марте 1855 года в Петропавловске получили приказ губернатора об эвакуации защитников и военного имущества города («покинуть Петропавловск при первой же возможности»). Согласно полученным инструкциям, коренным жителям местности рекомендовалось уйти на север.
8 (20) мая 1855 года экспедиция из пяти французских и девяти английских вымпелов нашла на месте Петропавловска лишь разоружённые батареи и безнаказанно бомбардировала город.
При переходе на Амур эскадра Завойко избежала встречи с основными силами англо-французов. В амурском устье силами гарнизона оставленного Петропавловска был построен новый город-порт Николаевск.
Осенью 1855 года личный состав военного Александровского поста, основанного на берегу залива Де-Кастри в ходе Второй амурской экспедиции, успешно отразил попытку англо-французских союзников высадить десант.

##### Захват Урупа (Курильские острова)
Захват приграничного российского острова Урупа был предусмотрен стратегическим планом контр-адмирала Джеймса Стирлинга, главнокомандующего Китайской эскадрой британского флота. Этот план предусматривал использование острова в качестве топливной базы кораблей союзников, действующих у берегов Северо-Восточной Азии.
2 сентября 1855 году англо-французская эскадра захватила Уруп и удерживала его до конца войны, возвратив его лишь по итогам Парижского мира в 1856 году. На время оккупации остров получал новое название — «остров Альянса» (вариант перевода — «Союзный остров»), а Курильские острова в целом — «Туманный архипелаг».

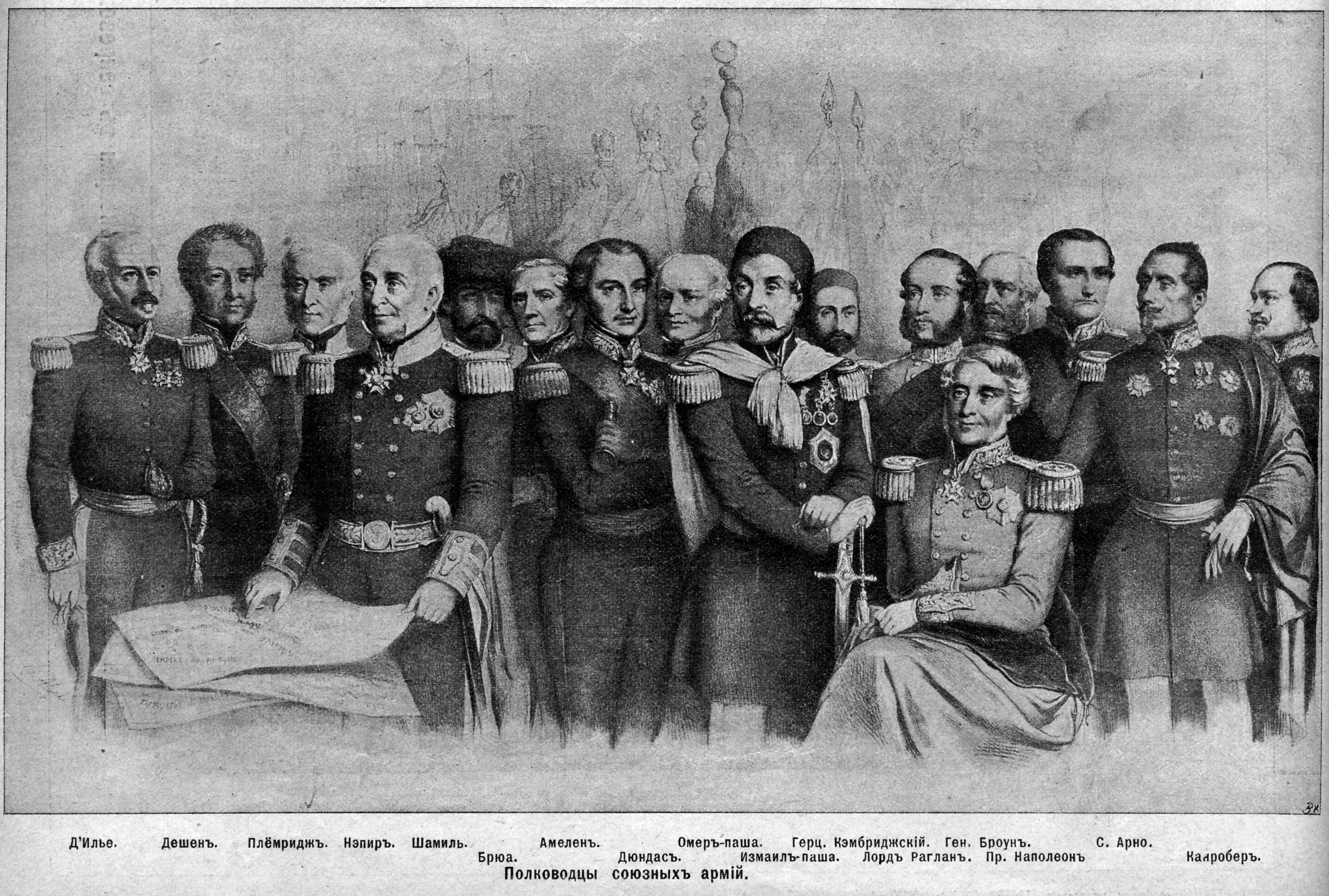
Полководцы союзных армий Крымской войны

## Гуманитарные аспекты войны (пропаганда, искусство и технологии)

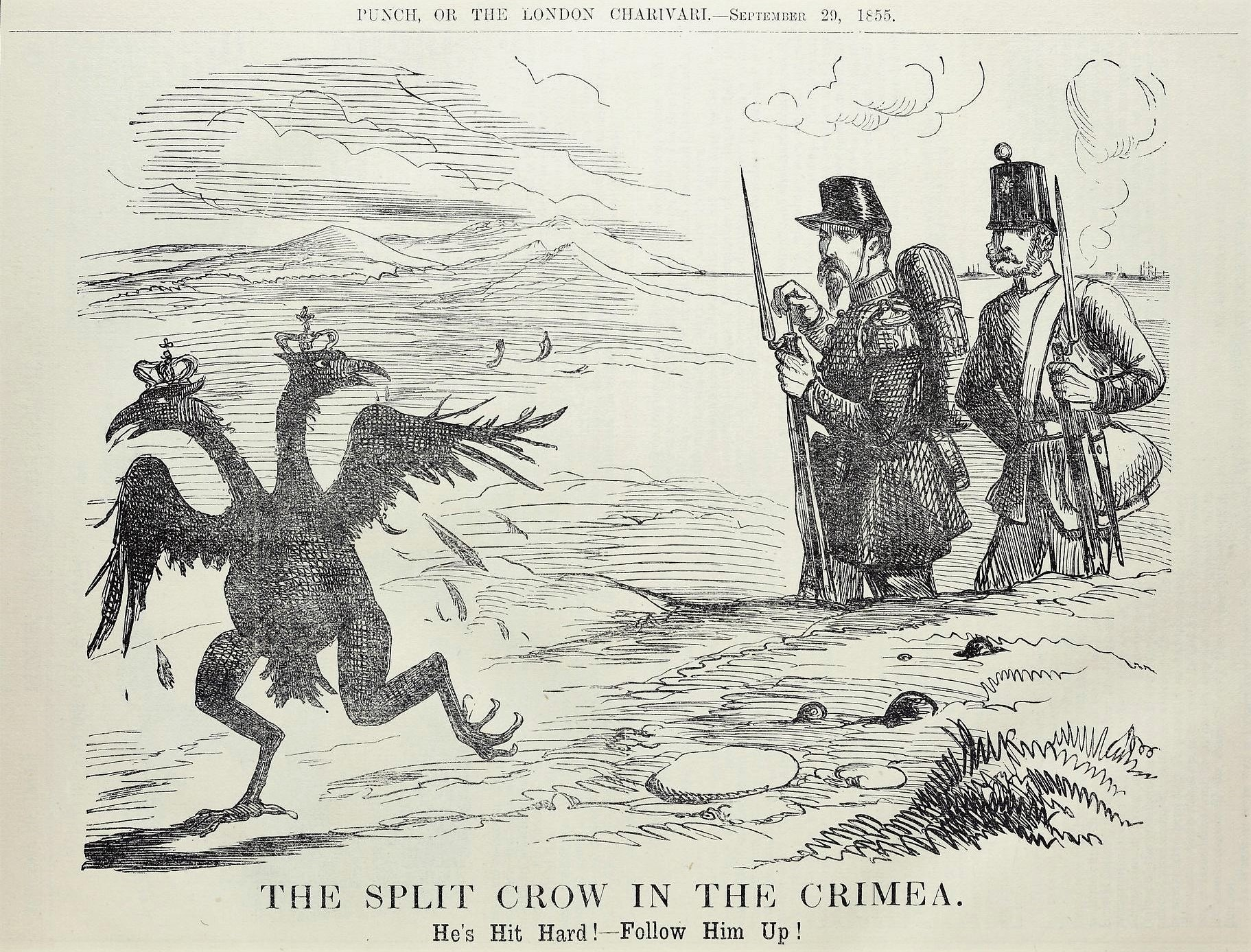
«Двуглавая (букв. „рассечённая“) ворона в Крыму». Карикатура в лондонском журнале «Панч», 29 сентября 1855. Французский и британский солдаты смотрят на убегающего двуглавого орла. Подпись под рисунком: «Двуглавая ворона в Крыму. Она получила жестокий удар! Гонись за ней!»

Неотъемлемой частью Восточной войны является пропаганда. Как сама война, так и связанная с ней пропаганда оказали своё влияние на культурную и общественно-политическую жизнь (общественное сознание) в странах, затронутых конфликтом.

### Великобритания
Проживавший с 1849 года в Лондоне европейский мыслитель левого толка Карл Маркс выступал идеологическим «ястребом», доказывая необходимость широкомасштабной войны против русского царя: 
«Без сомнения, турецко-европейский флот сможет разрушить Севастополь и уничтожить русский черноморский флот; союзники в состоянии захватить и удержать Крым, оккупировать Одессу, блокировать Азовское море и развязать руки кавказским горцам. То, что должно быть предпринято в Балтийском море, так же самоочевидно, как и то, что должно быть предпринято на Чёрном море: необходимо любой ценой добиться союза со Швецией; если понадобится, припугнуть Данию, развязать восстание в Финляндии путем высадки достаточного количества войск и обещания, что мир будет заключён только при условии присоединения этой провинции к Швеции. Высаженные в Финляндии войска угрожали бы Петербургу, в то время как флоты бомбардировали бы Кронштадт».
Маркс последовательно разоблачает подход лондонского кабинета к Крымской войне, доказывает, что Британская империя ведёт войну понарошку, не желая всерьез сокрушить мощь царской армии.
Фридрих Энгельс в нескольких статьях в английской прессе, опубликованных в марте-апреле 1853 года, обвинял Россию в стремлении захватить Константинополь, видя в этом опасность для революции:

Россия — безусловно страна, стремящаяся к завоеваниям, и она была ею в продолжение целого столетия, пока великое движение 1789 г. не породило её грозного противника, полного могучих жизненных сил. Мы разумеем европейскую революцию, взрывчатую силу демократических идей и врождённого человеку стремления к свободе. Начиная с этого времени на европейском континенте существуют фактически только две силы: с одной стороны Россия и абсолютизм, с другой — революция и демократия. Теперь революция кажется подавленной, но она живёт, и её боятся так же сильно, как боялись всегда. На это указывает ужас, охвативший реакцию при известии о последнем восстании в Милане. Но если Россия овладеет Турцией, её силы увеличатся почти вдвое, и она окажется сильнее всей остальной Европы, вместе взятой. Такой оборот событий был бы неописуемым несчастьем для дела революции. Сохранение турецкой независимости или пресечение аннексионистских планов России, в случае возможного распада Оттоманской империи, являются делом величайшей важности. В данном случае интересы революционной демократии и Англии идут рука об руку. Ни та, ни другая не могут позволить царю сделать Константинополь одной из своих столиц, и если дело дойдёт до крайности, то мы увидим, что обе эти силы окажут царю одинаково решительное противодействие.

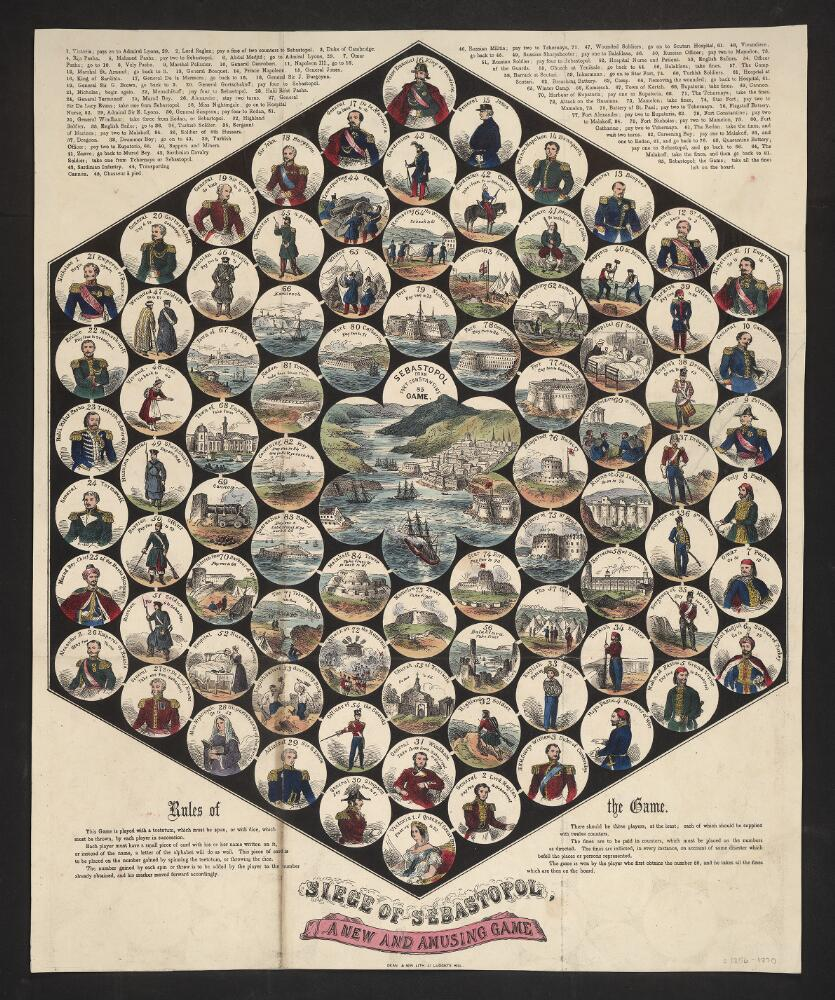
Настольная игра «Осада Севастополя», 1870, Великобритания. Каждое игровое поле это военачальник, воинское подразделение или укрепление Севастополя

Однако было хорошо известно, что русский ультиматум февраля 1853 года не содержал никаких территориальных претензий самой России и открытых угроз в отношении Турции, несмотря на оккупацию османской территории «в залог, доколе Турция не удовлетворит справедливым требованиям России».
Задокументировано одно из ранних проявлений информационной войны, когда сразу после Синопского сражения английские газеты в отчётах о сражении лживо писали, что русские достреливали плававших в море раненых турок. Тем самым общественное мнение в Англии и Франции склонялось к поддержке вступления в войну против России на стороне Османской империи, что и произошло вслед за Синопским сражением.
В том же 1853 году английская либеральная газета «Дейли ньюс» уверяла своих читателей, что христиане в Османской империи пользуются большей религиозной свободой, чем в православной России и католической Австрии.
На события Крымской войны пришёлся пик популярности лондонской газеты «Таймс» (The Times), в период редакторства Джона Дилейна. Во многих европейских столицах собственные корреспонденты «Таймс» пользовались таким же вниманием, как и послы иностранных держав. Для Абрахама Линкольна «Таймс» этого периода — «одна из величайших сил в мире», даже королева Виктория в одном из писем сетовала на влиятельность этой газеты. Царь Николай I прочитал о британском ультиматуме в «Таймс» раньше, чем он был доставлен официальным британским курьером.
В 1854 году «Таймс» писала: «Хорошо было бы вернуть Россию к обработке внутренних земель, загнать московитов вглубь лесов и степей».
В том же году Д. Рассел, лидер Палаты общин и глава Либеральной партии, заявил: «Надо вырвать клыки у медведя… Пока его флот и морской арсенал на Чёрном море не разрушен, не будет в безопасности Константинополь, не будет мира в Европе».
Другой пример информационной войны — когда отряд прапорщика Сверчкова, будущего губернатора Тавастгусской губернии, разгромил (частично пленив, частично уничтожив) высадившийся на мысе Гангэ-удд (Финляндия) отряд с фрегата HMS Cossack, в английских газетах об этом военном эпизоде было рассказано как «об убийстве 500-ми русскими солдатами 16-ти беззащитных переговорщиков» (The Honga massacre; «резня в Гангэ»; в иной транскрипции — «резня в Ханко»). Для придания «подлинности» картине происшествия были подключены популярные иллюстрированные журналы.
В своей статье от 25 июня 1855 года (новый стиль) К. Маркс приводит мнение лорда Малмсбери, высказанное по поводу «резни» на заседании парламента Англии 18 июня 1855 года (новый стиль):

Необходимо русского царя наказать морально, побудить все европейские дворы к тому, чтобы они направили протесты в адрес петербургского двора и таким образом вынесли России международный приговор.

### Россия
Широкая антизападная, патриотическая пропаганда началась и в России, которая поддерживалась как официальными выступлениями, так и спонтанными выступлениями патриотически настроенной части общества. Фактически впервые со времён Отечественной войны 1812 года Россия противопоставила себя крупной коалиции европейских стран, являя свою «особенную стать». 
Давно уже можно было предугадывать, что эта бешеная ненависть, которая с каждым годом всё сильнее и сильнее разжигалась на Западе против России, сорвётся когда-нибудь с цепи. Этот миг и настал… Это весь Запад пришёл выказать своё отрицание России и преградить ей путь в будущее. Ф. И. Тютчев
В то же время некоторые чересчур антизападные патриотические выступления николаевской цензурой не допускались к печати, что произошло, например, в 1854—1855 годах с двумя стихотворениями Ф. И. Тютчева («Пророчество» и «Теперь тебе не до стихов»). В стихотворении «Пророчество» (1850 года) выражена надежда на то, что древние своды Софии «вновь осенят Христов алтарь». Последние строки этого стихотворения — «Пади пред ним, о царь России, и встань как всеславянский царь», — так рассердили Николая I, что он запретил их печатать. Царь совсем не хотел прослыть покровителем славянства. Славянские подданные Австрии и Османской империи не могли, по убеждению царя, рассчитывать на поддержку Россией их освободительных стремлений, а границы государств, установленных в Европе Венским трактатом, не должны были быть пересмотрены.
Военные неудачи породили и пацифистскую литературу. В ходе Крымской войны всероссийскую известность получил молодой автор Лев Толстой с публикующимися в прессе «Севастопольскими рассказами» с места событий. Здесь же создаётся им песня, критикующая действия командования в сражении на Чёрной речке. Один из куплетов песни стал крылатой фразой про оторванность от реальности — «Гладко вписано в бумаге, да забыли про овраги».

### Пруссия
Пруссия сохраняла нейтралитет всю войну, присоединившись к дипломатическому давлению на Россию лишь в самом конце войны. Вместе с тем об определённом возбуждении умов в немецком обществе могут говорить следующие проявления интереса к событиям войны в научном сообществе:
- 1 марта 1854 года немецким астрономом Робертом Лютером в Дюссельдорфской обсерватории, Германия, был открыт новый астероид, названный (28) Беллона в честь Беллоны, древнеримской богини войны, входящей в свиту Марса. Название было предложено немецким астрономом Иоганном Энке и символизировало начало Крымской войны[138].
- 31 марта 1856 года немецким астрономом Германом Гольдшмидтом был открыт астероид (40) Гармония. Название было выбрано в ознаменование окончания Крымской войны.

### Повсеместно
По меньшей мере, три гуманитарные технологии с разной степенью общественной полезности получили толчок к всемирному распространению под влиянием Восточной (Крымской) войны — способ осуществления табакокурения, практика постоянного прогноза погоды, документирование визуальной информации (фотофакты):
- В ходе Крымской войны были открыты для европейцев сигареты: привычка заворачивать крошки табака в старые газеты была скопирована английскими и французскими войсками в Крыму у турецких солдат[128].
- По исходе Крымской войны возникла практика постоянного прогноза погоды, сначала в Европе, а затем и по всему миру. Буря 14 ноября 1854 года под Балаклавой, нанёсшая тяжёлые потери флоту союзников, а также тот факт, что эти потери можно было предотвратить, заставили императора Франции Наполеона III лично дать указание ведущему астроному своей страны — У. Леверье — создать эффективную службу прогноза погоды. Уже 19 февраля 1855 года, спустя всего три месяца после бури в Балаклаве, была создана первая прогнозная карта, прообраз тех, что мы видим в новостях погоды, а в 1856 году во Франции работали уже 13 метеостанций[139].
- Впервые для последовательного освещения хода военной кампании используется фотография. В частности, коллекция фотографий, отснятая Роджером Фентоном и насчитывавшая 363 снимка, была закуплена Библиотекой Конгресса США[140].

#### В военном деле и медицине
Крымская война дала толчок развитию вооружённых сил, военного и военно-морского искусства государств. Во многих странах начался переход от гладкоствольного оружия к нарезному, от парусного деревянного флота к паровому броненосному, зародились позиционные формы ведения войны.
В сухопутных войсках повысилась роль стрелкового оружия и, соответственно, огневой подготовки атаки, появился новый боевой порядок — стрелковая цепь, что также было результатом резко возросших возможностей стрелкового оружия. Со временем она полностью заменила колонны и рассыпной строй.
- Изобретены и впервые применены морские заградительные мины.
- Было положено начало использованию телеграфa в военных целях.
- Были заложены основы заботы о раненых в госпиталях: Флоренс Найтингейл успешно и последовательно внедряла принципы санитарии, менее чем за шесть месяцев после её прибытия в Турцию смертность в лазаретах снизилась с 42 % до 2,2 %; Бетси Кадваладр построила систему питания ослабленных солдат, гибко и оперативно подстраивающуюся под их меняющиеся потребности.
- Впервые в истории войн к уходу за ранеными были привлечены сёстры милосердия. Впервые был организован санитарный поезд.
- Николай Пирогов впервые в русской полевой медицине применил гипсовую повязку, что позволило ускорить процесс заживления переломов и избавило раненых от уродливого искривления конечностей.

## Дипломатические усилия
В 1854 году в Вене при посредничестве Австрии велись дипломатические переговоры между воюющими сторонами. Англия и Франция в качестве условий мира потребовали запрета для России держать военный флот на Чёрном море, отказа России от протектората над Молдовой и Валахией и от притязаний на покровительство православным подданным султана, а также «свободы плавания» по Дунаю (то есть лишения России доступа к его устьям).
2 (14) декабря Австрия объявила о союзе с Англией и Францией. 28 декабря 1854 (9 января 1855) года открылась конференция послов Англии, Франции, Австрии и России, но переговоры не дали результатов и в апреле 1855 года были прерваны.
14 (26) января 1855 года к союзникам присоединилось Сардинское королевство, заключившее договор с Францией, после чего 15 тысяч пьемонтских солдат отправились под Севастополь.
Согласно плану Пальмерстона, Сардинии за участие в коалиции должны были достаться Венеция и Ломбардия, отобранные в будущем у Австрии. После войны Франция заключила с Сардинией договор, в котором уже официально взяла на себя соответствующие обязательства (выполнение которых в части Венеции затянулось до 1866 года).
18 февраля (2 марта) 1855 года российский император Николай I скоропостижно скончался. Российский престол унаследовал его сын, Александр II.

После падения Севастополя в коалиции появились разногласия. Пальмерстон хотел продолжать войну, Наполеон III — нет. Французский император начал тайные (сепаратные) переговоры с Россией.

Тем временем о своей готовности присоединиться к союзникам заявила Австрия. В середине декабря она предъявила России ультиматум:
1. замена русского протектората над Валахией и Сербией протекторатом всех великих держав;
2. установление свободы плавания в устьях Дуная;
3. недопущение прохода чьих-либо эскадр через Дарданеллы и Босфор в Чёрное море, воспрещение России и Турции держать на Чёрном море военный флот и иметь на берегах этого моря арсеналы и военные укрепления;
4. отказ России от покровительства православным подданным султана;
5. уступка Россией в пользу Молдовы участка Бессарабии, прилегающего к Дунаю.

Спустя несколько дней Александр II получил письмо от Фридриха Вильгельма IV, который призывал российского императора принять австрийские условия, намекая, что в противном случае Пруссия может присоединиться к антироссийской коалиции. Таким образом, Россия оказалась в полной дипломатической изоляции, что в условиях истощения ресурсов и нанесённых союзниками поражений ставило её в крайне трудное положение.
Вечером 20 декабря 1855 (1 января 1856) года в кабинете царя состоялось созванное им совещание. Было решено предложить Австрии опустить 5-й пункт. Австрия это предложение отвергла. Тогда Александр II созвал 15 (27) января 1856 года вторичное совещание. Собрание единогласно решило принять ультиматум в качестве предварительных условий мира.

## Итоги войны
13 (25) февраля 1856 начался Парижский конгресс, а 18 (30) марта был подписан мирный договор.
- Россия возвращала османам города Карс с крепостью, Баязет, Ардаган, Кагызман, Олты и позиции в 5,5 км от Эрзурума, получая в обмен захваченный у неё Севастополь, Балаклаву и другие крымские города.
- Чёрное море объявлялось нейтральным (то есть открытым для коммерческих и закрытым для военных судов в мирное время), с запрещением России и Османской империи иметь там военные флоты и арсеналы.
- Плавание по Дунаю объявлялось свободным, для чего русские границы были отодвинуты от реки и часть русской Бессарабии была присоединена к Молдове, а дельта Дуная к Османской империи.
- Россия лишалась предоставленного ей Кючук-Кайнарджийским миром 1774 года протектората над Молдовой и Валахией и исключительного покровительства России над христианскими подданными Османской империи.
- Россия обязалась не возводить укреплений на Аландских островах.

В ходе войны участникам антироссийской коалиции не удалось добиться всех своих целей, но удалось предотвратить усиление России на Балканах и на 15 лет лишить её Черноморского флота.
Представитель Англии, граф Кларендон потребовал разоружения города Николаева и уничтожения его верфей в соответствии с мирным договором. Однако представлявший Россию граф Орлов заявил, что Николаев находится не на берегу Чёрного моря, а на реке Буг, и условия договора на него не распространяются. Во время переговоров поднялся вопрос относительно русских фортов на восточном побережье Чёрного моря. Некоторые из них были взорваны во время войны, и Кларендон заявил, что форты — это, по сути, те же арсеналы, только называются по-другому. Следовательно, Россия не имеет права их восстанавливать. Орлов с ним не согласился: по его мнению, форт и арсенал — разные вещи.
В 1856 году при заключении Парижского мирного договора была также принята и подписана Парижская декларация о морском праве, юридически положившая конец морскому каперству.

## Последствия войны
Россия
- Война привела к расстройству финансовой системы Российской империи (Россия потратила на войну 800 млн рублей, Британия — 76 млн фунтов): для финансирования военных расходов правительству пришлось прибегнуть к печатанию необеспеченных кредитных билетов, что привело к снижению их серебряного покрытия с 45 % в 1853 году до 19 % в 1858 году, то есть фактически более чем к двукратному обесцениванию рубля[143][144].
Снова выйти на бездефицитный госбюджет Россия смогла лишь в 1870 году, то есть через 14 лет после окончания войны[145]. Установить стабильный курс рубля к золоту и восстановить его международную конвертацию удалось в 1897 году (через 41 год после окончания войны), в ходе денежной реформы Витте.
- На трудности обороны отдалённых земель в ходе Крымской войны ссылался великий князь Константин Николаевич, обосновывая предстоящую сделку по продаже Аляски в пользу Соединённых Штатов Америки[117].
- Отступление с Черноморской линии, сопровождавшееся оставлением таких городов как Новороссийск, Анапа, Геленджик, задержало закрепление России на Черноморском побережье Кавказа. Последствия данного геополитического отступления были в полной мере преодолены лишь по исходу Кавказской войны. Ликвидация укреплений с оккупацией союзниками ряда пунктов побережья и прекращение крейсерства Императорского Черноморского флота, вызвали новый подъём работорговли кавказских племён с Турцией[146]. При этом союзники, побудившие закубанских горцев на враждебные выступления против России, полностью пожертвовали их интересами в дипломатическом торге на Парижском конгрессе 1856 года (подтвердив условия Адрианопольского договора 1829 года, касающиеся Северного Кавказа). Этот ход европейской дипломатии развязал руки царскому правительству России для повторного закрепления на Черноморском побережье через избавление от «враждебного населения».
- Военные действия на Дальнем Востоке подтолкнули российское правительство к дипломатическим усилиям по скорейшему присоединению к России Приамурья и Приморья, что и произошло в 1858—1860 годах.
- Война стала толчком к экономическим реформам и, в дальнейшем, к отмене крепостного права.
- Опыт Крымской войны частично лёг в основу военных реформ 1860—1870-х годов в России (замена устаревшей 25-летней воинской повинности и т. п.).
- Только в 1871 году после военного поражения Франции во Франко-прусской войне Россия добилась отмены запрета держать военно-морской флот в Чёрном море по Лондонской конвенции. В 1878 году Россия смогла вернуть утраченные территории по Берлинскому трактату, подписанному в рамках Берлинского конгресса, состоявшегося по итогам Русско-турецкой войны 1877—1878.
- Ещё до окончания войны правительство Российской империи начинает пересматривать свою политику в области железнодорожного строительства. Ранее частные проекты строительства железных дорог, в том числе на Кременчуг, Харьков и Одессу, неоднократно отвергались по надуманному мнению о невыгодности и ненужности строительства железных дорог в южном направлении от Москвы. В сентябре 1854 года издан приказ начать изыскания на линии Москва — Харьков — Кременчуг — Елизаветград — Ольвиополь — Одесса. В октябре 1854 года поступило распоряжение приступить к изысканиям на линии Харьков — Феодосия, в феврале 1855 года — на ответвлении от Харьковско-Феодосийской линии на Донбасc, в июне 1855 — на линии Геническ — Симферополь — Бахчисарай — Севастополь. 26 января 1857 года издан Высочайший указ о создании первой сети железных дорог[147].

...железные дороги, в надобности коих были у многих сомнения ещё за десять лет, признаны ныне всеми сословиями необходимостью для Империи и сделались потребностью народною, желанием общим, настоятельным. В сём глубоком убеждении, мы вслед за первым прекращением военных действий повелели о средствах к лучшему удовлетворению этой неотложной потребности... обратиться к промышленности частной, как отечественной, так и иностранной... чтобы воспользоваться значительной опытностью, приобретённою при устройстве многих тысяч вёрст железных дорог на Западе Европы. — Высочайший указ императора Александра II от 26 января 1857 года
- После окончания войны под влиянием турецкой пропаганды и мусульманского духовенства из Крыма в Османскую империю переселилось около 200 000 крымских татар и ногайцев, что составляло около 50% от общей численности этих народов в регионе[148].

Британия

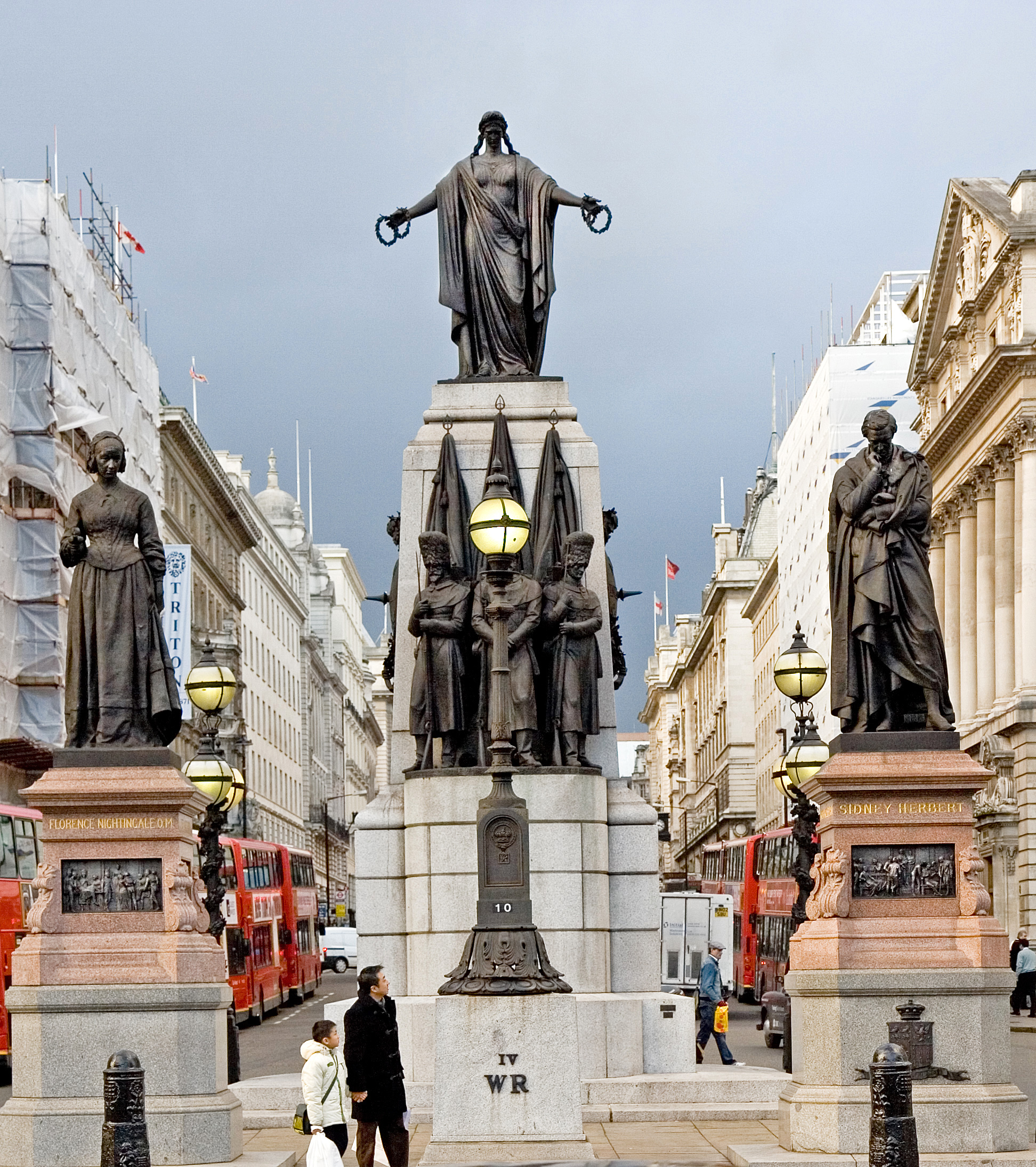
Мемориал Крымской войне в Лондоне

Военные неудачи стали причиной ухода в отставку британского правительства Абердина, которого на его посту заменил Пальмерстон. Обнаружилась порочность официальной системы продажи офицерских чинов за деньги, сохранившейся в британской армии со средневековых времён.
Османская империя
- Во время Восточной кампании Османская империя сделала заём в Англии в 7 млн фунтов стерлингов. В 1858 году было объявлено банкротство султанской казны.

- Благодаря усилившейся в годы Крымской войны зависимости Османской империи от англо-французских союзников, под их давлением в 1854 году султан издал указ о запрете торговли черкесскими и грузинскими рабынями[англ.] в Турции[149]. Данное постановление по приостановлению купли-продажи и сексуальной эксплуатации женщин белой расы, принятое в целях улучшения образа Османской империи в глазах европейской общественности,  действовало до 1858 года[150] и в целом внесло вклад в отмену работорговли как таковой в мире.
- В феврале 1856 года султан Абдул-Меджид I был вынужден издать хатт-и-шериф (декрет), которым провозглашались свобода религии и равенство подданных империи независимо от национальности. Однако, все декларированные намерения о проведении реформ и модернизации с помощью европейских держав остались нереализованными. Османская империя продолжала находиться в ситуации острых внутренних противоречий и прежде всего национальных противоречий. В той малой части, какой реформы проводились, они были использованы балканскими народами для своего национально-культурного возрождения с дальнейшей целью обретения национальной независимости. В дальнейшем после Русско-турецкой войны 1877—1878 гг. распад Османской империи продолжился с обретением национальной независимости балканскими народами.

## Потери
| Страны                | Население, на 1853 г. | Войск     | Убито  | Ранено   | Умерло от ран | Умерло от болезней | От других причин |
| --------------------- | --------------------- | --------- | ------ | -------- | ------------- | ------------------ | ---------------- |
| Англия (без колоний)  | 21 350 000            | 97 864    | 2755   | 18 253   | 1847          | 17 225             | 775              |
| Франция (без колоний) | 36 070 000            | 309 268   | 10 240 | 39 818   | 11 750        | 75 375             |                  |
| Сардиния              | 4 350 000             | 24 082    | 16     | 167      | 16            | 2166               |                  |
| Османская империя     | 35 000 000            | 165 000   | 10 000 |          | 10 800        | 24 500             |                  |
| Всего                 | 96 770 000            | 593 132   | 23 007 | >58 247  | 24 413        | 119 266            |                  |
| Россия                | 71 775 200            | 1 397 178 | 24 731 | 81 247   | 15 971        | 88 775             | 13 225           |
| Всего                 | 168 545 200           | 1 990 310 | 47 738 | >139 494 | 40 384        | 208 041            |                  |

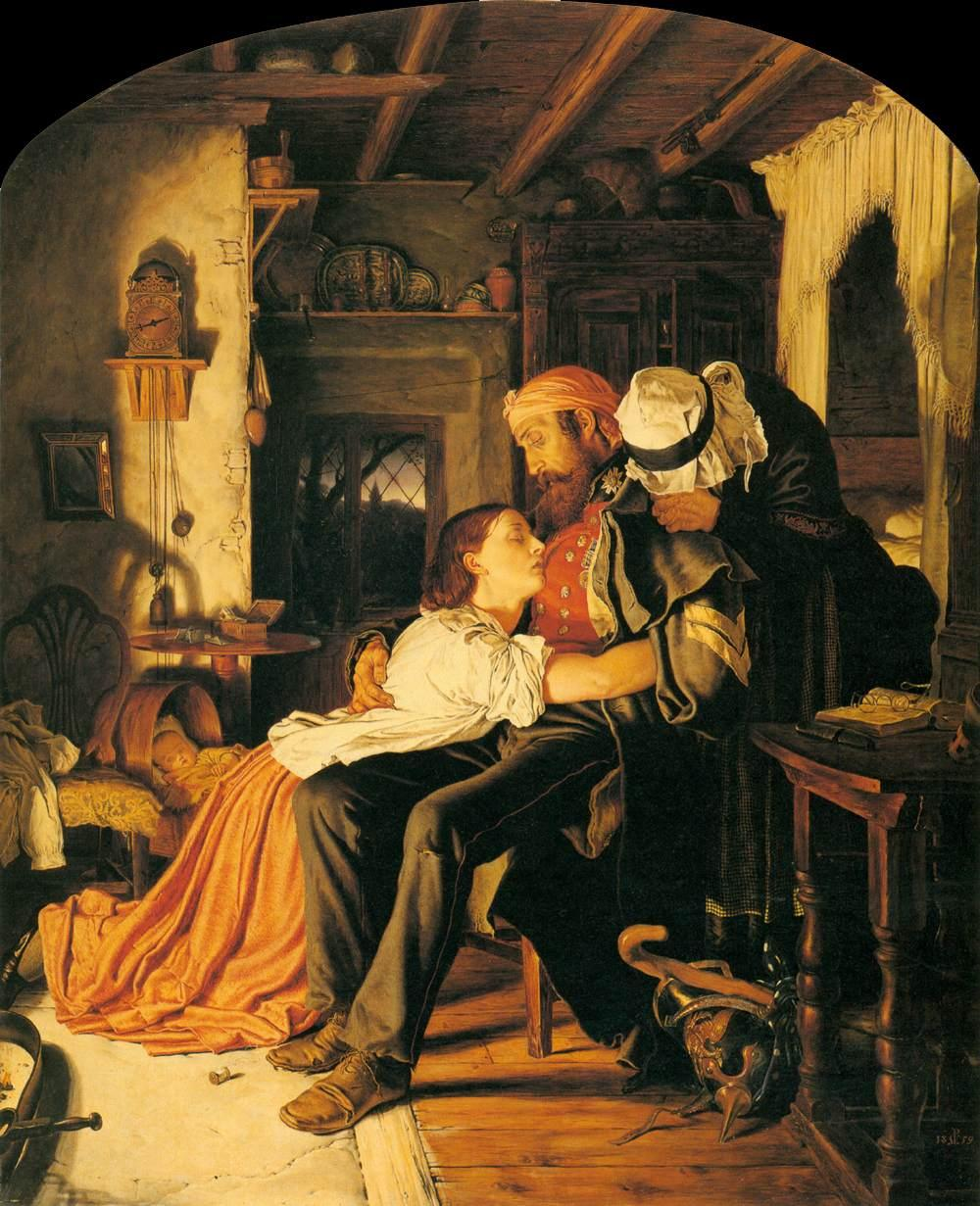
Джозеф Ноэль Патон. «Дома. Возвращение из Крыма», 1859 год

В плен в ходе войны попало от 7000 до 9000 российских военнослужащих, из них до 50 % умерло в плену. Со стороны противников России известно общее количество попавших в плен турецких военнослужащих — 12 389 человек (почти все — на Кавказском театре военных действий).
По оценкам военных потерь, общее число погибших в бою, а также умерших от ран и от болезней в армии союзников составило 160—170 тысяч человек, в русской армии — 100—110 тысяч человек или 450 тысяч с учётом всех умерших от болезней.
По другим оценкам, общее число погибших в войне, включая небоевые потери, составило приблизительно по 250 тысяч со стороны России и со стороны союзников.

## Награды
- В Великобритании для награждения отличившихся солдат была учреждена Крымская медаль, а для награждения отличившихся на Балтике в Королевском военно-морском флоте и морской пехоте — Балтийская медаль. В 1856 году, для награждения отличившихся во время Крымской войны была учреждена медаль Крест Виктории, до настоящего времени являющаяся высшей военной наградой Великобритании.
- В Российской империи 26 ноября 1856 года император Александр II учредил медаль «В память войны 1853—1856 гг.», а также медаль «За защиту Севастополя» и заказал Монетному двору исполнить 100 000 экземпляров медали[158], помимо этого населению Тавриды Александром II 26 августа 1856 года была пожалована «Благодарственная грамота»[159].
- В Сардинском королевстве участникам Крымской войны вручалась «Сардинская медаль в Крымской войне», учреждённая королем Виктором Эммануилом II.
- В Османской империи в 1855 году были учреждены две медали: Севастопольская, для награждения отличившихся при взятии[160], и Крымская, для награждения военнослужащих союзных Османской империи государств.